# 2023년
2023년은 일요일로 시작하는 평년이다.

## 사건

### 1월
- 1월 1일
  - 유통기한 제도가 폐지되고 소비기한 표시제가 도입되었다.[1]
  - 윤석열 대통령의 첫 신년사가 발표되었다.[2]
  - CJ대한통운이 택배 배송비를 인상했다.
  - 크로아티아의 화폐가 크로아티아 쿠나에서 유로 화폐로 전환되면서 크로아티아가 20번째 유로존 국가가 되었다. 또한 크로아티아는 솅겐 지역에도 정식 합류했다.
  - 제35대 브라질 대통령이었던 루이스 이나시우 룰라 다 시우바가 제39대 브라질 대통령으로 재취임하였다.[3]
  - 필리핀의 마닐라 비행관제구역 항공관제 시스템의 문제로 인해 대규모 항공기 결항 및 회항 사태가 발생했다.[4]
  - 우간다의 수도 캄팔라에서 새해맞이 불꽃놀이를 즐기려던 인파가 몰려 압사 사고가 발생해 9명이 사망했다.[5]
  - 네팔 포카라에 포카라 국제공항이 개항했다.[6]
  - 멕시코 시우다드후아레스에서 폭동이 발생해 19명이 사망하고, 15명이 부상당했다.[7]
- 1월 2일
  - 오스트레일리아 골드코스트에 위치한 씨월드에서 헬리콥터가 공중에서 충돌하는 사고가 발생하여 4명이 사망했다.[8]
  - 미국의 랠리 드라이버 켄 블록이 유타주의 스노우모빌 스턴트를 하던 중 사고로 사망했다. 켄 블록의 번호인 43번은 영구 결번으로 지정되었다.[9]
  - 신시내티 벵골스와 미식축구 경기를 치르던 버펄로 빌스의 다마르 햄린이 경기 중 심장마비로 쓰러져 경기가 중단되고 병원으로 이송되었다.[10]
- 1월 3일
  - 경상남도 계룡시 대웅전 방화사건의 범인이 체포되었다.[11]
  - 복권 당첨 비과세 기준이 5만원에서 200만원으로 확대되었다.[12]
- 1월 4일 - 소말리아 히란주 마하스에서 폭탄 테러가 발생해 35명이 사망했다.[13]
- 1월 5일
  - 교황 베네딕토 16세의 장례식이 바티칸 시국에서 열렸다.[14]
  - 새마을방송 'SMB' 폰트로 재변경됨.
- 1월 8일 - 브라질 브라질리아에서 보우소나루 지지자들이 대선결과에 불복하며 대통령궁과 국회의사당, 대법원을 습격하는 사태가 발생하였다.
- 1월 9일
  - 인천광역시 강화군에서 1시 28분경 규모 3.7의 지진이 발생하였다.[15]
  - 미국의 인공위성인 지구복사수지위성(ERBS)이 한반도로 추락할 가능성이 있다는 결과가 발표되었다.[16]
  - 페루 훌리아카에서 시위대를 학살한 사건이 발생했다.[17]
  - 폰지 사기로 80만명을 속인 스타일브이의 대표가 구속되었다.[18]
- 1월 10일 - 쌍방울그룹의 전 회장인 김성태가 태국에서 검거되었다.[19]
- 1월 11일
  - 노탐의 오류로 미국 내 항공편 1만여 편이 결항 및 지연되었다.[20]
  - 인천 모친 시신 방치 사건의 수사가 시작되었다.
- 1월 15일 - 네팔에서 예티 항공 691편 추락 사고가 발생하였다.

- 1월 16일 - 우크라이나 솔레다르 전투에서 우크라이나군이 패배해 러시아군이 솔레다르를 점령하였다.
- 1월 20일
  - 서울특별시 강남구 구룡마을에서 화재가 발생했다.
  - 트리니다드 토바고 의회는 트리니다드 토바고 전 상원의장, 장관, 변호사 크리스틴 캉갈루를 대통령으로 선출했다.
- 1월 22일 - 교차로 우회전 통행법이 시행되었다.
- 1월 23일 - 미국 로스엔젤레스의 댄스 교습소에서 총격사건이 일어났다.
- 1월 25일
  - 크리스 힙킨스가 저신다 아던의 뒤를 이어 뉴질랜드 총리가 되었다.
  - 나경원 전 미래통합당 의원이 국민의힘 당대표 불출마를 선언했다.
  - 미국과 독일은 러시아의 우크라이나 침공에 맞서기 위해 우크라이나에서 주력전차를 지원하기로 결정했다고 발표했다.
- 1월 28일
  - 체코의 대통령으로 페트르 파벨 후보가 당선되었다.
  - 이란 수도 테헤란에서 남쪽으로 약 350㎞ 떨어진 이스파한주에 있는 군사 장비 생산 시설이 자폭 드론(무인기) 공격을 받았다.
- 1월 30일 - 실내 마스크의 착용의무가 전면 해제되었다.
- 1월 31일 - 유승민이 국민의힘 당대표 선거 불출마를 선언했다.

### 2월
- 2월 1일
  - 페트르 파벨 체코의 대통령 당선인은 우크라이나 전쟁 종전 직후 우크라이나의 나토 가입을 받아줘야 한다고 발언했다.
  - 서울의 택시 기본요금이 4800원으로 인상되었다.
- 2월 2일 - 보잉 747 항공기가 마지막 생산분인 N863GT를 출고하면서 출시 53년만에 단종되었다.
- 2월 3일
  - 서울시는 이태원 참사 광화문 추모공간 설치를 불허하고 광화문 광장에 경찰 기동대를 배치했다.
  - 미얀마 군정이 저항 거센 37개구에 계엄령을 선포하고 행정, 사법 업무 군에 전권을 두어 반대 세력에 대한 대대적 탄압을 예고했다.
  - 북미 대륙에서 역대 가장 낮은 체감 온도가 기록됐는데 이날 돌풍이 불어닥친 미국 뉴햄프셔주 워싱턴 산의 체감 온도는 섭씨 영하 77도를 기록했다.
- 2월 4일
  - LG U+가 통신장애로 인해 이용자들이 불편을 겪었다.
  - 미국 국방부는 사우스 캐롤라이나 해안에서 미국 공군의 F-22 전투기로 중국 정찰풍선을 격추했으며, 잔해를 수거하는 작전을 진행되었다.
  - 대통령실은 국민의힘 당대표 후보인 안철수 의원을 향해, 윤안연대 표현은 무례하며 계속 사용시 엄중 경고하겠다며 당권에 개입했었다.
  - 윤석열 대통령은 "안철수 의원이 신영복 교수에 대해 존경의 뜻을 밝힌 사실을 최근에 알게됐고, 큰 충격을 받았다"면서 미리 알았다면 단일화는 하지 않았을 것이라고 말했다.
- 2월 5일 - 파키스탄이 위키백과를 이슬람 교리에 위반된다는 이유로 차단되었다.
- 2월 6일 - 튀르키예 남부 가지안테프, 시리아 알레포 인근에서 규모 M7.8의 강진이 발생해 최소 47,304명 이상 사망하고, 122,871명 이상의 부상자가 발생했다.
- 2월 7일 - 독일 정부는 레오파르트 1 전차의 우크라이나에 대한 수출을 승인했다고 밝혔다.
- 2월 12일 - 미국 휴런 호 상공에서 미확인 물체를 발견, 격추한 사건이 발생했다.
- 2월 13일 - 미국 미시간주에 위치한 미시간 주립 대학교에서 총기난사 사건이 발생해 3명이 사망하고, 5명이 부상을 입었다.
- 2월 17일 - 일본 후쿠오카현 북쪽 해역에서 규모 4.3 지진이 일어났다.
- 2월 21일
  - 대한민국 법무부에서 이재명 체포동의 요구서를 국회에 제출했다.
  - 튀르키예에서 2023년 튀르키예-시리아 지진 일어난지 2주만에 규모 6.3 지진이 발생하였다.
- 2월 23일 - 타지키스탄 고르노바다흐샨 자치주 무르고프 서쪽 67km 지역에서 규모 6.8 지진이 발생했다.
- 2월 27일
  - 이재명의 체포동의안이 부결되었다.
  - 브렉시트의 여파로 불거진 북아일랜드 의정서 관련 문제 해결을 위해 리시 수낙 영국 총리와 우르줄라 폰데어라이엔 유럽연합 집행위원장이 윈저 성에서 합의했다.

### 3월
- 3월 1일 - 삼일절 104주년.
- 3월 1일~7월: 제2경인고속도로 갈현고가교 화재사건과 관련하여 북의왕 나들목~삼막 나들목 구간, 안전진단 및 복구공사를 시작하였다.
- 3월 3일 - 경상남도 진주시 서북서쪽 16km 지역에서 규모 3.0, 최대진도 Ⅳ의 지진이 발생했다.
- 3월 8일
  - 국민의힘의 새 지도부를 뽑는 국민의힘 제3차 전당대회가 열렸다.
  - 2023년 합천 산불: 경상남도 합천군 용주면 월평리에 원인을 알 수 없는 산불이 발생했다.
  - 2023년 월드 베이스볼 클래식이 개최되었다.
- 3월 12일
  - 대전광역시 한국타이어앤테크놀로지 대전공장에서 화재가 발생했다.
  - SVB 파산의 여파로 뉴욕에서 위치한 시그니처 은행이 금융당국에 의해 폐쇄되어 자산몰수 절차를 돌입했다.
- 3월 13일 - 메이플스토리가 핵 공론화 사건 이른바 핵 게이트 사건이 발생했다.
- 3월 20일 - 대중교통에서의 마스크 착용 의무화 조치가 해제되었다.
- 3월 21일 - 기시다 후미오 일본 내각총리대신이 우크라이나를 방문하였다.
- 3월 23일
  - 서울특별시 광진구 어린이대공원에서 얼룩말 한 마리가 탈출하는 사건이 일어났다.
  - 몬테네그로에서 루나 폭락 사태의 피의자 권도형이 체포되었다.
  - 시리아 하카사에서 이란제 자폭 무인기를 이용해 미군의 군사기지를 공격했고 이에 대한 보복으로 데이르에조르를 비롯한 시리아 북동부 지역의 이란의 이슬람 혁명 수비대와 관련된 지역을 포격했다.
- 3월 26일 - 일본의 문화청이 지방으로 이전되었다.
- 3월 31일
  - 도널드 트럼프가 미국 대통령 출신으로는 최초로 검찰에 기소되었다.
  - 266대 교황 프란치스코가 호흡기 질환으로 병원에 입원하였다.
  - 덴마크 선박이 기니만 해적에게 습격을 당해 선원 중 일부가 납치를 당했으나 선박은 상투메 프린시페 인근에서 버려진 채로 발견됐다.

### 4월
- 4월 3일 - 어린이통학버스 디젤차량 신규 등록이 금지되었다.
- 4월 4일 - 핀란드가 북대서양 조약 기구(NATO)에 가입하였다.
- 4월 5일
  - 서울 강남구 여성 납치살인사건의 용의자 3명의 신상이 공개되었다.
  - 서울특별시 강남구 대치동 일대에서 '마약 음료 사건'의 일당이 검거되었다.
  - 예루살렘 알아크사 모스크에서 팔레스타인과 이스라엘 경찰 간의 충돌이 발생하였다.
- 4월 6일
  - 서울특별시 강남구에서 마약음료사건이 일어났다.
  - 오키나와현 미야코지마시 주변에서 육상자위대 8사단이 탑승하는 다용도 헬기가 소식을 끊었다.
- 4월 8일 - 대전광역시 대덕구 북북동쪽 2km 지역에서 규모 1.9, 최대진도 3의 미소지진이 발생했다.
- 4월 10일 - 일본 도큐 도요코선의 기쿠나역 앞에서 화재가 발생하여 열차 운행이 중지되었다.
- 4월 11일 - 강원도 강릉시 경포동에서 산불이 발생하였다.
- 4월 12일
  - 뉴질랜드 케르마덱 제도 해역서 7.3 규모의 강진이 발생하였다.
  - 2026학년도 대학 입시부터 학교폭력 가해 학생에 대한 처분 결과가 수시 전형은 물론 수능시험의 성적 위주인 정시 전형에 의무적으로 반영되며, 기록이 4년까지 연장될 예정이다.
- 4월 15일
  - 일본 와카야마현에서 기시다 후미오 총리가 현장 시찰을 마치고 연설 직전에 폭발물 투척 사건으로 피신했고 용의자는 현장에서 붙잡혔다.
  - 일본 원신 코스플레이어 미성년 성관계 및 자살 유도 사건이 일어났다.
  - 독일 국내에서 있는 모든 원자력 발전소가 가동이 중단되었다.
- 4월 17일 - 서울특별시 강남구 도곡동에서 남학생이 여학생의 목을 흉기로 찌른 뒤 인근 아파트에서 투신자살한 사건이 일어났다.
- 4월 19일
  - 예멘에서 압사 사고가 일어났다.
  - 아이돌 그룹 아스트로의 멤버 문빈의 사망소식이 전해졌다.
  - 유엔에 따르면 인도의 인구 수가 중국의 인구 수를 제치고 1위가 되었다.
- 4월 22일 - 교차로에서 차량이 우회전할 때 일시정지해야 하는 도로교통법이 개정되었다.
- 4월 24일 - 윈도우 서버 2003 출시 20주년을 맞이했다.
- 4월 25일
  - 인도네시아 수마트라섬 서쪽바다에서 규모 7.1 강진이 발생하였다.
  - 미국 국방부가 UFO에 대해서 조사한 결과 외계인의 물체로 보이는 것은 없었다고 밝혔다.
  - 조 바이든 미국 대통령이 연임을 위해 차기 대통령 선거의 출마를 선언하였다.
  - 형평사 운동 100주년.
- 4월 28일
  - 서울 종로에서 지진 오보 사건이 일어났다.
  - 미국 텍사스의 클리블랜드에서 총기난사 사건이 발생하였다.

### 5월
- 5월 1일
  - 제8군단의 임무와 예하부대 배속이 제3군단으로 이관되었다.
  - 미국의 퍼스트리퍼블릭 은행이 파산 이후로 JP모건에 인수되었다.
- 5월 4일 - 통합진보당 내란음모 수사 사건의 이석기 전 의원의 가석방 기간이 끝났다.
- 5월 5일
  - 세계보건기구(WHO)가 코로나19 국제공중보건비상사태(PHEIC)를 해제하였다.
  - 일본 이시카와현 주슈시에서 진도 6강의 지진이 발생했다.
- 5월 6일
  -  영국 찰스 3세의 대관식이 웨스트민스터 사원에서 치러졌다.
  - 북한 주민 9명 서해 북방한계선(NLL)을 넘어 귀순한 사실이 뒤늦게 확인됐다.
- 5월 10일
  - 대구선 화물열차 탈선사고가 일어났다.
  - 경기도 수원시에 있는 어린이보호구역에서 한 초등학생이 시내버스에 치여 숨지는 사고가 일어났다.
- 5월 11일
  - 정부는 코로나 19 위기경보를 심각→경계 단계로 하향조정 하였다.
  - 일본 지바현 남부에서 M5.4 규모의 지진이 일어났다.
- 5월 13일
  - 일본 가시선 도이역과 이가역 사이에 주행중인 객차 창문쪽으로 돌 같은 것이 날아와 창문을 깨뜨리는 사건이 발생하여 해당 열차가 운행중 긴급정지하는 사태가 발생하였다.
  - 에버랜드에서 매직트리 화재 사고가 일어났다.
- 5월 15일 - 
  - 강원도 동해시 북동쪽 52km 해역에서 4.5 규모의 지진이 일어났다.
  - 챔프TV가 폐국되었다.
- 5월 17일 - 경찰청 의무경찰이 폐지되었다.
- 5월 21일 - 이탈리아 로마의 트레비 분수에서 환경단체 Ultima Generazione가 먹물을 분수에 풀어 검게 물들이며 시위를 했다.
- 5월 25일 - 일본 나가노현에서 한 남성이 흉기를 휘두르고 출동한 경찰을 향해 엽총을 발사해 경찰 2명과 여성 2명, 4명이 사망하는 사건이 발생했다.
- 5월 26일
  - 일본 지바현 동부 해역에서 M6.2 최대 진도 5강의 지진이 일어났다.
  - 제주국제공항에서 출발해 대구국제공항으로 향하던 아시아나항공 여객기가 비행 중 상공에서 문이 열리는 사고가 발생했다.
- 5월 31일 - 조선민주주의인민공화국에서 평안북도 동창리 일대에서 우주발사체를 발사한 사건이 발생하였다.

### 6월
- 6월 1일 - 코로나19 확진자 격리 의무가 해제되었고, 위기 경보 단계를 심각에서 경계로 하향 조정했다. 확진자에게 적용되었던 7일 격리 의무가 5일 격리 권고로 바뀌었다.
- 6월 2일 - 인도 오디샤주 발라소르에서 일어난 열차 충돌 사고에서 최소한 288명이 숨지고 다른 1,100명 이상이 부상을 입었다.
- 6월 4일 - 해양경찰청 의무경찰이 폐지되었다.
- 6월 5일
  - 정부는 국가보훈처를 국가보훈부로 승격하고 재외동포청이 신설되었다.
  - 대한민국이 국제연합(UN) 안보리 비상임이사국에 선출되었다.
- 6월 6일 - 캄보디아의 프놈펜에서 30대 한국인 인플루언서 겸 인터넷 방송인이 사망하는 사건이 발생하였다. 한편 캄보디아 경찰은 시신을 유기한 혐의 등으로 30대 중국인 부부를 검거했다.
- 6월 8일
  - ● 수도권 전철 수인·분당선 수내역 2번 출구에서 에스컬레이터가 역주행하여 14명의 부상자가 발생하였다.
  - 한국철도공사 철도노조 태업으로 오전 5시부터 일부 열차가 중지 및 지연 되는 일이 발생하였다.
  - 경부고속선 신경주역에서 10대가 선로에 무단 침입하여 서울역 방향 선로 위에 가로 세로 30㎝ 크기의 돌덩이를 올려놓은 것을 관제원이 발견하여 즉시 관제센터에 보고한 뒤 다른 직원들과 함께 선로로 진입해 돌덩이를 제거하는 사건이 발생하였다.
- 6월 10일
  - 강원특별자치도 양양군 강현면 전진리 설악해변에서 6명이 벼락을 맞고 쓰러져 1명이 사망하는 사고가 발생했다.
  - 영국에서 찰스 3세 국왕의 생일 행사를 연습하던 근위병들이 무더위를 견디지 못하고 기절하는 일이 발생했다.
- 6월 12일
  - 콩고민주공화국에서 무장단체가 한 난민 캠프를 공격해 40명의 민간인이 사망하는 사건이 발생했다.
  - 인천국제공항 환승장에서도 공항 검색 요원의 수하물 검색에 항의하며 난동을 부린 중국인 승객이 검찰에 넘겨졌다.
- 6월 13일
  - 의무소방대가 폐지되었다.
  - 나이지리아 니제르강에서 유람선이 전복되어 103명이 사망했다.
- 6월 15일
  - 대구 재활용 공장 화재: 대구광역시 서구 중리동 인근 공장에서 큰 화재가 발생하였다.
  - 북한이 동해상으로 탄도미사일을 발사했다.
  - 필리핀 바탕가스 앞바다에서 규모 6.2의 지진이 발생했다.
  - 북한의 우주 발사체 일부를 인양했다.
- 6월 18일 - 캐나다 뉴펀들랜드 연안 북대서양 해저에서 타이타닉호 관광 잠수정 사고가 발생했다.
- 6월 20일
  - 비행 중인 제주항공 여객기에서 비상문을 강제로 열겠다며 난동을 부린 10대 남성 승객이 마약 투약 혐의가 추가로 학인되어 구속되었다.
  - 서울특별시 관악구 남현동 관악산 관음사 인근에서 방화가 의심되는 화재가 발생했다.
  - 세월호 피해 지원비를 받아 북한 김정은 신년사를 학습하는 데 사용한 시민단체 ‘안산청년회’가 횡령 혐의로 검찰에 송치됐다.
- 6월 21일
  - 민사소송 당사자의 개인정보를 공개하지 않도록 하는 내용의 민사소송법 개정안이 국회 본회의를 통과했다.
  - 수원 영아 살인 사건: 친모가 영아살인 혐의로 긴급체포되었다. 해당 사건의 여파로 인하여 출생신고가 되지 않은 유령아동 전수조사가 이루어졌고 출생통보제 및 출산보호제 입법이 추친되었다.
  - 프랑스 파리에서 가스 누출로 추정되는 폭발 사고가 발생하여 37명이 부상당했다.
  - 2023년 유러피언 게임이 폴란드 크라쿠프와 마워폴스카에서 개최되었다.
- 6월 24일
  - 러시아의 민간군사기업 바그너 그룹이 러시아 국방부를 상대로 무장 쿠데타를 일으켰다.
  - 오후 9시 31분에 경기도 고양시 일산서구 주엽동의 한 아파트 단지에서 정전이 발생하였다.
  - 미국의 가수 마돈나가 롱아일랜드 나소콜리시엄에서 열리는 투어를 위해 맹연습을 하던 중 심각한 세균감염으로 의식 잃은 채 발견되어 인근 병원으로 이송되었다.
- 6월 25일 - 오후 12시에 강원특별자치도 고성군 거진읍 제진검문소에서 초병이 오토바이를 타고 검문소를 통과하려던 일행 3명을 제지하다가 땅바닥을 향해 공포탄 2발을 발사하는 사건이 발생했다.
- 6월 28일
  - 오후 11시 5분에 공항철도 홍대입구역에서 디지털미디어시티역 방향으로 운행하던 열차 안에서 소화기가 분사돼 열차가 비상 정차하는 소동이 벌어졌다.
  - 대한민국의 법적, 사회적 기준의 연령을 만 연령으로 통일하였다.
- 6월 29일
  - KT를 사칭한 북한의 해킹 시도가 포착되었다.
  - 박영수 전 특별검사가 대장동 개발 사업 논란과 관련하여 서울중앙지방법원에 출석했다.
  - 감사원이 38억원 상당의 전산망 납품 과정에서 비위를 저질렀다는 의혹을 받고있는 게임물관리위원회를 고발하기로 결정을 내렸다.
  - 프랑스에서 경찰관이 17세 알제리계 소년에게 총을 발사하여 숨지게 한 사건이 발생했다.

### 7월
- 7월 1일
  - 이륜차 운전자에 대한 자동차 보험 가입이 의무화되었다.
  - 트위터에서 API 사용 제한 사태가 일어났다.
- 7월 3일 -  일본 도쿄도 미나토구 신바시역 인근에서 폭발사고가 발생했다.
- 7월 5일 - 일부 새마을금고에서 뱅크런 사태가 발생했다.
- 7월 6일 - 메타가 소셜 네트워크 서비스 Threads를 출시되었다.
- 7월 7일
  - 카카오톡에서 오픈채팅방으로 KTX, SRT 기차표를 암표로 파는것을 목격했다.
  - 전기요금 고지서에서 같이 부과되던 KBS 수신료 수납 제도가 변경되었다.
- 7월 11일
  - 리투아니아 빌뉴스에서 NATO 정상회의가 개최되었다.
  - 김건희 리투아니아 순방 중 명품 매장 방문 논란이 일어났다.
- 7월 15일
  - 수도권 전철 3호선 대치역의 자판기에서 화재가 일어나 열차가 무정차 통과했다.
  - 2023년 여름 한반도 집중호우
    - 전국적인 집중호우로 인하여 무궁화호와 ITX-새마을호, KTX 일부 등 모든 일반 열차 운행이 중지되었다.
    - 충북 괴산군 괴산댐 월류로 이 지역 인근과 이 댐에서 내려오는 물로 인해 충주시 달천에 대피령이 내려졌다.
    - 충북 청주시에서는 궁평2지하차도 침수 사고가 발생했다.
    - 집중호우로 인해 충남 공주시 공산성이 물에 완전히 잠겼고, 공주 무령왕릉과 왕릉원이 피해를 입었다.
- 7월 18일
  - 주한 미군이 월북한 사건이 일어났다.
  - 서울서이초등학교에서 근무하던 교사가 자살하는 사건이 발생하였다.
- 7월 19일 - 해병대 제1사단 일병 사망 사고가 발생했다.
- 7월 20일 - 2023년 FIFA 여자 월드컵이 오스트레일리아와 뉴질랜드에서 개최되었다.
- 7월 21일 - 서울 신림역 칼부림 사건이 일어났다.
- 7월 25일
  - 이상민 행정안전부장관 탄핵소추안이 헌법재판소에서 기각되었다.
  - 우크라이나의 외교관이 만취해 주점 직원과 경찰관을 폭행한 혐의로 체포됐다.
  - 미국의 배우 조니 뎁이 헝가리 부다페스트의 한 호텔에서 의식을 잃은 채 발견되었다.
- 7월 26일
  - 수도권 전철 1호선에서 한 남성이 철로 무단진입으로 열차에 치이는 사망사고가 일어나면서 열차운행이 지연되었는데 이로 인해 1호선 전철과 무궁화호, 새마을호, KTX 등이 무더기로 지연되어 수도권 지하철역들이 극심하게 혼잡하였다.
  - 니제르 니아메에서 대통령 경호부대가 모하메드 바줌 대통령을 억류, 군부 정권 수립을 선포하면서 쿠데타가 발생했다.
- 7월 29일 - 전라북도 장수군 북쪽 17km 지역에서 규모 3.5 지진이 발생하였다.

### 8월
- 8월 1일
  - 대한민국 정부가 오후 6시에 폭염 위기경보 수준을 심각으로 조정했다.
  - 신용평가사 피치가 미국의 신용등급을 AA+로 강등했다.
  - 베네수엘라가 BRICS에 공식적으로 가입을 신청했다.
- 8월 2일 - 강남 롤스로이스 뺑소니 사건이 발생했다.
- 8월 3일
  - 2023년 대한민국 연쇄 흉기 난동 사건: ● 수도권 전철 수인·분당선 서현역 AK플라자에서 칼부림 사건이 발생하여 1명이 사망하고 14명이 부상당했다.
  - 오리역 대량 살인 예고 사건이 일어났다.
- 8월 6일
  - 제25회 세계 스카우트 잼버리에서 일어나는 성범죄 사건으로 인해 전북연맹 스카우트 대원 80명이 조기퇴영을 결정했다.
  - ● 서울 지하철 9호선 신논현역에서 가스냄새 소동이 일어났다.
- 8월 8일
  - 미국 하와이주의 마우이섬 일대에서 산불이 일어났다.
  - 몽골의 수도 울란바토르에서 흑사병 사례가 확인되었다.
- 8월 9일 - 순천 잼버리 버스 교통사고가 나서 스위스 스카우트 대원 2명이 부상을 당했고 시내버스 탑승자 5명이 부상을 당했다.
- 8월 10일 - 태풍 카눈이 한반도에 상륙했다.
- 8월 12일
  - 서울 시내버스 요금이 인상되었다.
  - 조 바이든 미국 대통령이 산불이 난 하와이에 대해서 재난 지역으로 선포했다.
- 8월 15일
  - 광복절 78주년.
  - 윤석열 대통령의 아버지 윤기중 교수가 별세하였다. 이는 현직 대통령이 부친상을 당한 첫 사례이다.
  - 브라질 전역에 걸친 정전사태가 발생했다.
- 8월 17일
  - 서울특별시 관악구에서 신림동 공원 강간 살인 사건이 발생했다.
  - 헝다그룹이 당국에 외국 기업 전용 파산절차인 챕터 15를 신청했다.
- 8월 18일 - 한미일 정상회담이 미국 캠프데이비드에서 열렸다.
- 8월 22일 -  전국경제인연합회가 한국경제연구원을 흡수통합하고 이름도 한국경제인협회로 변경되었다.
- 8월 23일
  - 대한민국 전역에 공습 대비 민방위 훈련이 오후 2시부터 20분 동안 진행하였다. 공습 대비 훈련으로는 2017년 이후 6년만에 진행되었다.
  - 바그너 그룹 전용기 추락 사고가 일어나 바그너 그룹 설립자 겸 대표 예브게니 프리고진이 인 전용기에 탑승한 채로 추락해 사망한 사실이 타스통신과 BBC, 리아노보스티를 통해 보도되었다.
- 8월 24일 - 일본 후쿠시마 제1 원자력 발전소 사고가 발생한지 12년 만에 후쿠시마 오염수를 방류하기 시작하였다.
- 8월 30일 - 가봉에서 쿠데타가 발생되었다.
- 8월 31일
  - 인제대학교 서울백병원이 폐원했다.
  - 한국국제대학교가 폐교되었다.
  - 대한민국 교육부는 9월 1일부터 수업을 방해하는 학생을 교실 밖으로 내보내고 휴대전화를 압수 할수 있는 고시(교원의 학생생활지도에 관한 고시)를 확정하였다.
  - 슈퍼 블루문이 관측되었다.

### 9월
- 9월 1일
  - 대한민국 국회의원 윤미향이 북한 조선로동당의 외곽단체인 조총련 주최 행사에 불참석했다.
  - 부산광역시 동구 좌천동에 있는 목욕탕에서 폭발 사고가 발생했다.
  - 관동 대지진 학살 사건 100주기.
  - 대한항공 007편 격추 사건 40주기.
  - 싱가포르에서 타르만 샨무가라트남이 70% 이상의 득표율로 대선에 당선되었다.
- 9월 2일 - 인도우주연구기구가 인도 최초의 태양 관측 임무인 아디티야-L1을 성공적으로 발사되었다.
- 9월 4일 - 전국 초, 중, 고등학교 교사들이 명명한 공교육 멈춤의 날로 인해 전국 곳곳에서 추모행사가 열리는 동시에 일부 교사들의 우회 파업이 진행되었다.
- 9월 8일 - 2023년 마라케시사피 지진: 모로코 마라케시사피에서 규모 6.8 지진이 발생하여 1,037명 이상 사망했다.
- 9월 11일 - 리비아에 지중해성 폭풍이 덮쳐 대홍수가 발생해 5,300여명이 사망하고 최소 10,000여명이 실종되었다.
- 9월 12일
  - KBS 이사회에서 김의철 사장 해임안이 가결되었다.
  - 이종섭 국방부장관이 사의를 표명했다.
- 9월 13일 - 러시아와 북한 정상회담이 러시아 동부 아무르주 보스토치니 우주기지에서 열렸다.
- 9월 18일
  - 최강욱이 집행유예가 확정되어 국회의원 직이 상실되었다.
  - 원로 배우 변희봉과 가수 출신 중견 배우 노영국이 사망했다.
- 9월 19일 - 아제르바이잔이 분쟁지 나고르노 카라바흐에서 군사 작전을 개시되었다.
- 9월 21일
  - KF-16 추락사고가 일어나며 조종사는 비상탈출 하였다.
  - 교사의 정당한 교육 활동을 보호하기 위한 이른바 교권 회복 4법이 국회 본회의를 통과했다.
  - 이재명 국회의원 체포동의안과 한덕수 국무총리 해임건의안이 국회 본회의에서 가결되었다.
  - 루퍼트 머독이 은퇴를 선언하고 사업을 아들 라클란에게 물려줬는데 머독은 뉴스 코퍼레이션과 폭스, 그리고 이전에는 스카이 그룹을 은퇴하였다.
- 9월 28일
  - 아르차흐 공화국이 소멸되었다.
  - 네덜란드 로테르담에서 총기난사 사건이 발생해 3명이 사망했다.

### 10월
- 10월 1일
  - 유럽연합(EU) 차원에서 탄소국경세를 도입하였다.
  - 한미상호방위조약 체결 70주년.
- 10월 4일
  - 미국의 10년 만기 국고채 금리가 4.8%로 16년만에 최고치를 달성하고 한국의 10년 만기 선물 국고채는 33bp가 급등하여 사상 최초로 하한가를 기록을 세웠는데 이에 따른 영향으로 미국, 한국 증시가 모두 급락하였다.
  - 케빈 매카시가 미국 헌정 사상 최초로 하원의장직에서 해임되었다.
- 10월 5일
  - 시리아 홈스의 육군사관학교에서 드론 공격이 발생해 112명이 사망하고 120명 이상이 부상을 입은 사건이 발생하였다.
  - 우크라이나 흐로자에 러시아군이 공습을 해 민간인 51명이 사망했다.
  - 일본 토리시마 근해에서 규모 6.5의 지진이 일어나 이즈 제도 일대에 쓰나미주의보가 발표되었다.
- 10월 7일
  - 하마스가 이스라엘을 상대로 대규모 침공을 하며 시작된 하마스와 이스라엘군과의 전쟁이 일어났다.
  - 아프가니스탄 헤라트에서 6.3 규모의 지진이 발생했는데 2,400여명이 사망했다.
- 10월 9일
  - 이스라엘 공군이 가자 지구의 알샤티 난민촌과 주변 모스크에 공습을 단행해 15명 이상의 사망자가 발생하였다.
  - 버마 아웅산 묘역 테러 사건 40주기.
- 10월 10일 - 서해훼리호 침몰 사고 30주기.
- 10월 11일
  - 2023년 하반기 재보궐선거가 개최되었다.
  - 아프가니스탄 헤라트에서 또다시 규모 6.3의 지진이 발생했다.
  - NHK의 수신료 수입의 1할에 해당하는 700억엔 정도를 인하였는데 NHK1과 NHK 월드 프리미엄이 NHK BS1으로 11년 만에 통합되었다.
- 10월 16일 - 브라질 아마존 열대우림 중심부의 강 수위가 121년 만에 최저 수준으로 떨어졌다.
- 10월 17일 - 윈도우 8.1 출시 10주년을 맞이했다.
- 10월 17일 ~ 10월 22일 : 서울 ADEX 아덱스 2023이 서울공항에서 개최되었다.
- 10월 18일
  - 윈도우 서버 2012 R2 출시 10주년을 맞이했다.
  - 조 바이든 미국 대통령이 이스라엘을 방문하였다.
- 10월 19일
  - 엥케 혜성이 태양과 가까워졌다.
  - 2023년 한국은행이 연 3.5%인 기준금리를 6회 연속 동결했다.
- 10월 21일
  - 물과 식료품 등이 거의 고갈된 상태인 가자지구에 구호물품이 전쟁 발발 이후 처음으로 이집트 국경을 넘어 처음으로 전달되었다.
  - 중국에서 마이코플라스마 폐렴이 확산되는 사건이 발생했다.
- 10월 23일
  - 법원은 위니아에 대한 회생절차 개시 결정했다.
  - 인요한 연세대학교 교수가 국민의힘 혁신위원장으로 내정되어 구성·활동 범위·기한 등 전권을 김기현 대표에게 부여받았다.
  - SM엔터테인먼트 인수 과정에서 시세 조종을 했다는 의혹을 받는 김범수 전 카카오 이사회 의장이 강도 높은 금융감독원의 조사를 받게 되었는데 금감원은 김 전 의장이 시세조종 관련 내용을 보고받았거나 지시했는지 집중 추궁했다.
  - 35일 만에 당무에 복귀한 더불어민주당 이재명 대표가 민생을 강조하며 내각 총사퇴 등 국정 쇄신 요구를 이어갔는데 가결파에 대한 징계 논의도 멈추라며 당 내부의 단합도 강조했다.
- 10월 25일
  - 첫 대체복무요원이 소집 해제되었다.
  - 대한민국 충청남도 공주시 인근에서 발생한 규모 3.4의 지진이 일어났다.
- 10월 26일
  - 전청조와 약혼을 발표했던 남현희가 파혼을 결정했는데 전청조는 스토킹 혐의로 체포되었다.
  - 미국의 메인주에서 총기난사 사건이 일어났다.
  - 인하대학교 재학생 준강간치사 사건의 피의자가 원심인 징역 20년형이 그대로 확정되었다.
- 10월 27일
  - 군복무하던 현역 군인이 현장에서 이탈하여 흉기를 휘두르다 한 시민이 부상당한 사건이 일어났다.
  - 인요한 국민의힘 혁신위원장이 이준석, 홍준표의 사면을 혁신안으로 제시했으나 두 사람은 요식행위라며 반발하고 나섰다.
- 10월 28일 - 경상북도 경주시 경주월드에서 22명을 태운 롤러코스터가 상단으로 올라가는 도중 작동을 멈추는 사고가 발생했다.
- 10월 29일
  - 미국 플로리다주에서 핼러윈 축제 도중 총격 사건이 발생해 적어도 2명이 숨진 사건이 발생했다.
  - 가석방을 허용하지 않는 무기징역형을 신설하는 형법 개정안이 국무회의를 통과했다.
  - 부분월식(반영식)
  -  튀르키예 공화국 출범 100주년.
- 10월 31일
  - 국민의힘이 김포·구리·광명·하남을 서울로 편입하는 방안을 추진하기로 했다.
  -  자메이카 호프 베이 서북서쪽 지역 10km지역에서 규모 5.4의 지진이 발생했다.
  -  브라질 파라나 주 이구아수 폭포에 초당 2420만 리터의 폭포수가 쏟아졌다.

### 11월
- 11월 1일 - 화재 대비 민방위 훈련이 실시되었다.
- 11월 2일
  - 블라디미르 푸틴 러시아의 대통령이 포괄적 핵실험 금지 조약(CTBT)에 대한 러시아의 비준을 취소하는 법안에 서명했다.
  - 이스라엘군이 가자지구를 상대로 포위전을 실시했다.
  - 고트하르트 터널: 2022년 8월 발생한 탈선 사고의 여파로 터널이 폐쇄되었다. 2024년 9월에 다시 운행예정이다
- 11월 3일
  - 2023년 네팔 카르날리 지진:  네팔 카르날리주에서 규모 6.4의 지진이 발생해 60명 이상이 숨지는 사건이 발생했다.
- 11월 4일 - 서울구치소 김길수 재소자가 수용 도중 외부 병원 치료를 받다가 도주한 사건이 발생했으나 사흘만에 의정부에서 검거되었다.
- 11월 5일 -  미국 샌프란시스코의 다리 골든게이트 교 전 구간에 투신 방지용 그물망이 설치되었다.
- 11월 8일
  -  인도네시아 암본 남남동쪽 347km 해역 규모6.9 지진이 발생했다.
  - 영국의 찰스 3세 국왕이 왕실 고위 인사로는 처음으로 런던 외곽에 있는 한인타운을 찾아 한인 교민과 탈북민을 만났다. 2023년은 한영 수교 140주년이 된 데다, 오는 20일 한국의 윤석열 대통령이 국빈으로 영국 방문을 앞두고 있어 국왕의 한인타운 방문은 영국 현지에서도 화제가 되었다.
  - 한국전력이 이날부터 산업 현장에서 쓰이는 대용량 전기요금을 인상했다. 주택용과 소상공인 전기요금은 동결하기로 했는데, 한전 적자가 심각해, 결국 가정에서 쓰는 전기요금도 인상이 불가피할 거란 전망이 있었다.
  - 윤석열 대통령이 신임 대법원장 후보자로 조희대 전 대법관을 지명하였다.
- 11월 10일
  - 미군 군용기가 훈련 도중 지중해에 추락해 항공기에 탑승하고 있던 군인 5명이 사망했다.
  - 농림축산식품부가 빵, 우유 등 28개 농식품의 물가 관리 전담자를 지정해 물가 관리를 강화했다. 2012년 1월 이명박 정부가 도입한 '물가관리 책임실명제'가 사실상 부활하면서 '빵 서기관', '커피 사무관' 등이 등장하게 되었다. 정부는 모든 부처 차관에게 물가안정책임관 역할을 맡기고, 현장 대응을 강화하는 '범부처 특별물가안정체계'를 가동했다. 농식품부뿐 아니라 모든 부처 차관은 각자 소관 품목의 가격과 수급을 점검하고, 품목별 대응 방안을 마련하는 물가안정책임관 역할을 맡았다.
  - 방송통신위원회는 야당의 단독 처리로 국회 본회의를 통과한 방송 3법에 대해 대통령 거부권 행사를 제안했다.
- 11월 14일
  - 아이슬란드에서 11월 13일부터 지진이 900번이나 일어나는 등 화산 폭발로 인하여 4000명이 긴급대피했다.
  - 울산항선이 재개되었다.
- 11월 15일
  - 서울지하철 1~8호선을 운영하는 서울교통공사 노동조합이 사측의 인력 감축 계획 철회를 요구하며 이달 22일 2차 총파업을 예고했다.
  - 더불어민주당이 근로자가 일주일에 4.5일을 근무하는 '주 4.5일제'를 주장했다. 이는 이재명의 21대 대선의 공약으로 그는 대선 당시 주4.5일제 도입을 시작으로 주4일제 사회로의 전환 등 노동시간 단축을 제시한 바 있다.
- 11월 17일
  - 지능형로봇법 및 도로교통법 시행에 따라 실외이동로봇을 활용한 로봇배달 또는 로봇순찰이 가능해졌다.
  - ● 인천국제공항철도와 ● 서울 지하철 9호선 직결운행과 관련해 서울특별시와 인천광역시는 운영비용 분담 문제를 해결하고, 기반시설을 만들어놓고도 이어지지 않았던 두 노선 직결에 대해 서로 합의했다.
  - 대한민국 정부가 운영하는 행정 전산망과 정부24 서버가 마비되는 사태가 발생하였다.
- 11월 20일
  - 알바니아의 의회에서 2024년 예산안 처리를 두고   연막탄을 터뜨리고 불까지 내는 등  충돌이 일어났다.
  - ChatGPT의 제작사 오픈AI의 CEO 샘 올트먼이 이사회의 결정으로 퇴출되었다. 이후 올트먼은 마이크로소프트로 이직했다.
- 11월 21일
  - 이탈리아 브린디시 부근에서 이탈리아 공군의 전투기가 추락하였다.
  - 북한이 서해 상공으로 군사정찰위성을 발사했다.
- 11월 22일
  - 한국의 걸그룹 블랙핑크가 찰스 3세 영국 국왕에게 대영 제국 훈장(MBE·Member of the Most Excellent Order of the British Empire)을 수여받았다. 이 훈장 수여식에는 영국을 국빈 방문중인 한국의 윤석열 대통령 내외도 참관했다.
  - 다우닝가 합의(Downing Street Accord)가 체결되었다.
- 11월 23일
  - 대한민국 조달청  홈페이지 사이트가  1시간동안 마비되었다.
  - 튀르키예 말라티아 지역에서 규모 5.3의 지진이 발생했다.
  - WHO에서 중국 북부에서 발생한 폐렴 환자 급증 사태와 관련된 보고서를 제출할 것을 중국 정부에 요구하였다.
  - 아일랜드 더블린에서 흉기 난동이 있은 후 무슬림이 가해자라는 유언비어가 퍼져 반이민정서와 합쳐져 폭동으로 이어져 평화수호대가 진압을 했다.
- 11월 26일 - 충청권 광역철도가 착공되었다.
- 11월 29일 - 일본에서 가고시마현 야쿠시마 앞바다에서 미군 수송기가 추락했다.
- 11월 30일 - 2023년 경주 지진: 경상북도 경주시 문무대왕면 입천리 부근에서 규모 4.0의 지진이 발생했다.

### 12월
- 12월 1일 - 이동관 방송통신위원장에 대한 탄핵안이 국회에 제출되었다. 이후 이 위원장은 자진 사퇴했다.
- 12월 2일 - 수원 삼성 블루윙즈가 창단 후 처음으로 2부리그로 강등되었다.
- 12월 3일
  - 필리핀 민다나오섬 남수리가오 지방 동부 해안에서 발생한 규모 7.6의 지진이 일어나 일본 도카이 지방부터 오키나와까지 일본 남해안 넓어진 지역에 최대 1m의 쓰나미 주의보가 발령되었다.
  - 같은 날에 마라위의 민다나오 주립대학교에서 가톨릭 미사가 진행되던 중 폭탄 테러가 발생해 4명이 사망하고 50명이 부상을 입었다.
- 12월 6일
  - 미국 네바다 대학교 라스베이거스에서 총기난사 사건이 발생해 4명이 사망하고 3명이 부상을 입었다.
  - 가이아나군의 벨 412 헬리콥터가 과야나에세키바 지역에서 추락해 탑승자 7명 중 5명이 사망했다.
- 12월 11일 - 아프리카 짐바브웨에서 극심한 가뭄 탓에 국립공원에 있던 코끼리 100마리 이상이 폐사했다.
- 12월 12일 - 대종상 시상식을 주관하는 한국영화인총연합회의 파산이 선고되었다.
- 12월 13일
  - 한국초전도학회는 LK-99가 초전도체가 아니라는 결론을 내렸다.
  - 이낙연이 신당 창당을 공식화했다.
  - 김기현이 국민의힘 대표직을 사퇴했다.
- 12월 14일 - 서산시의 시내버스가 첫차부터 운행을 중단했다.
- 12월 18일 - 중국 간쑤성에서 규모 6.2의 지진이 발생하여 105명이 사망하고 397명이 부상을 입었다.
- 12월 19일 - 대한민국 국회에서 철도지하화 특별법, 교통법안 소위 통과되었다.
- 12월 21일
  - 한동훈이 국민의힘 비상대책위원장직을 수락하였고, 법무부 장관직에서 사퇴하였다.
  -  체코 프라하 카렐대학교에서 총기난사가 발생하여 15명이 사망하고 24명이 부상을 입는 참사가 발생하였다.
- 12월 22일 - 수원역 환승센터에서 교통사고가 일어났다.
- 12월 27일
  - 이선균이 마약 관련 의혹으로 수사 진행 도중 숨진 채 발견되었다.
  - 이준석이 국민의힘을 탈당하고 새로운 정당을 창당하겠다는 성명을 발표했다.
- 12월 28일 - 태영건설이 워크아웃을 신청했다.

## 문화
- 1월 1일
  - 익산고속버스터미널도 같은 이유로, 기능을 익산공용버스터미널과 통합해 익산공용버스터미널(문화터미널익산)로 영업을 시작되었다.
  - 우즈베크어의 문자가 키릴 문자에서 라틴 알파벳으로 교체되었다.
  - 셜록 홈즈 시리즈의 모든 저작권이 퍼블릭 도메인으로 전환되었다.
  - 미국에서 만든 킥 비디오 게임 라이브 스트리밍 전용 인터넷 개인 방송 서비스가 시작되었다.
- 1월 4일 - 블랙핑크의 곡 뚜두뚜두 (DDU-DU DDU-DU)가 한국 노래로는 2번째로 유튜브 조회수 20억을 돌파했다.
- 1월 10일
  - 윈도우 비스타와 윈도우 7의 유료 연장 지원, 윈도우 8.1의 연장 지원이 종료되었다.
  - 윈도우 8.1의 인터넷 익스플로러 11의 지원이 완전히 종료되며, 데스크탑용 윈도우의 IE 지원 역시 완전히 종료되었다.
- 1월 11일 - 넥슨게임즈의 카트라이더: 드리프트가 정식 출시되었다.
- 1월 12일 ~ 1월 22일 - 2023년 동계 유니버시아드가 미국 뉴욕주 레이크플래시드에서 개최되었다.
- 1월 15일 ~ 4월 15일 - 2023 부에노스 아이레스 엑스포가 개최될 예정이었으나 사실상 정상 개최가 되지 않는 것이 확정되었다.
- 1월 18일 - 구글의 클라우드 게임 서비스인 스테이디어의 서비스가 종료되었다.
- 1월 19일 - 시내버스 대·폐차 시 저상버스 도입이 의무화되었다.
- 1월 31일 - 판도라TV의 서비스가 종료되었다.
- 2월 1일 - 삼성전자가 갤럭시 S23 시리즈와 갤럭시 북3 시리즈가 공개되었다.
- 2월 3일 - 대한민국에서 애플페이 도입이 확정되었다.
- 2월 5일
  - 국토교통부 역명심의위원회에서 신경주역를 경주역으로 역명이 변경되었다.
  - 대한민국의 다국적 아이돌 그룹 투모로우바이투게더가 5번째 미니엘범 《이름의 장: TEMPTATION》으로 빌보드 메인 앨범 차트 '빌보드 200' 1위에 올랐다.
- 2월 10일 - 하이브가 SM 엔터테인먼트를 인수하였다.
- 2월 16일 - 브레이브걸스의 계약이 만료되어 해체되었다.
- 2월 20일 - 을숙도대로 장평지하차도가 개통되었다.
- 3월 1일
  - 한경대학교와 한국복지대학교가 한경국립대학교로 통합하였다.
  - 전국 시도 교육청이 2023학년도 부터 모든 중학교, 고등학교의 입학생 부터 버버리의 체크무늬와 유사한 체크무늬가 그려진 교복의 제작 및 사용이 전면 금지하였다.
  - 대한민국 SBS미디어넷 미국 드라마 전문 채널 폭스 채널 코리아로 재개국하였다.
- 3월 2일 - 고교학점제가 일반계 고등학교로 확대 실시되었다.
- 3월 3일 - 대한민국의 공영방송사 KBS 창립 50주년.
- 3월 9일 ~ 3월 26일 -  일본,  중화 타이베이,  미국에서 2023년 월드 베이스볼 클래식이 개최되었다.
- 3월 18일 - 일본에서 소테쓰 신요코하마선(도큐 신요코하마선)이 개통되었다.
- 3월 21일 - 애플페이가 대한민국에서 공식 출시되었다.
- 3월 22일
  - 2023년 월드 베이스볼 클래식 결승전에서 일본이 통산 3번째 우승을 달성하고 폐막되었다.
  - 쌍용자동차가 사명을 KG모빌리티로 변경하였다.
- 3월 24일
  - 경부고속도로의 서울방향동탄터널이 개통되었다.
  - 대한민국 축구 국가대표팀이 콜롬비아 축구 국가대표팀과 친선에서 위르겐 클린스만 감독의 첫 경기를 시작되었다.
- 3월 28일
  - 카카오가 SM엔터테인먼트의 지분 39.87%를 확보하며 HYBE를 제치고 1대 주주로 등극하였다.
  - 닌텐도 3DS와 Wii U의 닌텐도 e숍 서비스가 종료되었다.
- 3월 30일 - OBS 라디오 라디오 방송이 개국되었다.
- 3월 31일 - 넥슨의 PC 온라인 레이싱게임 카트라이더가 서비스 종료되었다.
- 4월 1일
  - 2023년 KBO 리그가 개막되었다.
  - 대구 서문시장 개장 100주년.
  - 듀스 데뷔 30주년.
- 4월 1일 ~ 10월 31일 - 전라남도 순천시에서 2023 순천만국제정원박람회가 개막되었다.
- 4월 4일
  - 방탄소년단 지민이 'FACE' 솔로 앨범으로 한국 솔로 가수 최초 미국 빌보드 메인 앨범 차트 '빌보드 핫 100' 1위에 올랐다.
  - 미국의 영화사 워너 브라더스 창립 100주년.
- 4월 11일 - 마이크로소프트 오피스 2013의 연장 지원이 종료되었다.
- 4월 12일 - 제1회 도서관의 날이 법정기념일로 지정되었다.
- 4월 14일 - ESA가 2031년 목성 궤도 진입을 목표로 무인 우주선 주스를 발사했다.
- 4월 16일 - 제2경인고속도로 삼막 나들목 - 북의왕 나들목 구간의 통행이 재개되었다.
- 4월 20일 - 스페이스X 사의 차세대 발사체 스타쉽의 첫 비행시험을 거쳐 발사체가 하와이로 도착되었다.
- 4월 28일 - 제59회 백상예술대상 시상식이 개최되었다.
- 5월 5일 - SSC 나폴리가 33년만에 이탈리아 세리에 A 리그에서 우승을 차지했다.
- 5월 7일 - 한국프로농구 KBL 챔피언결정전 7차전에서 안양 KGC인삼공사가 서울 SK 나이츠를 100대 97로 꺾고 시리즈 전적 4승 3패로 2021년 이후 2년만에 통산 4번째 우승을 달성하였다.
- 5월 11일 - 구글의 대화형 인공지능 바드가 180개국에 서비스를 시작했다.
- 5월 12일 - CBC 텔레비전 설립 10주년.
- 5월 15일
  - 울릉공항 E190-E2의 시범비행.
  - 챔프TV가 폐국되었다.
- 5월 20일 ~ 6월 11일 - 2023년 FIFA U-20 월드컵이  아르헨티나에서 개최되었다.
- 5월 22일 - 썬밸리그룹 분리 20주년.
- 5월 23일 - 팔공산 도립공원이 23번째 국립공원으로 승격되었다.
- 5월 25일 - 누리호의 3차 발사에 성공하였다.
- 5월 31일
  - 신평화로(국도 3호선 우회도로) 소요산IC ~ 초성IC 구간이 개통되었다.
  - 수도권제2순환고속도로 조안 나들목 ~ 양평 나들목 구간이 개통되었다.
  - 대전 도솔대교가 개통되었다.
  - 고양 화정터미널이 폐업하였다.
- 6월 5일 - 애플에서 애플 비전 프로가 발표되었다.
- 6월 6일 - 디아블로 IV가 정식 출시되었다.
- 6월 7일
  - 국도 제31호선 청송 삼자현터널이 개통되었다.
  - 삼성전자가 One UI 5 워치의 베타를 출시했다.
- 6월 8일
  - Apple Pay에 신한카드와 KB국민카드, 우리카드(프로세싱 대행 비씨카드) 사용이 가능했다.
  - 구글이 안드로이드 14 베타 3을 출시했다.
- 6월 10일 - 창원시에서 시내버스 전면 개편이 시행되었다.
- 6월 11일 - 강원도에서 강원특별자치도로 출범하였다.
- 6월 13일 - 방탄소년단 10주년.
- 6월 15일 - 티머니가 iOS 17 배포에 맞춰 애플페이용 교통카드 관리를 위한 연동 테스트에 들어갔다.
- 6월 16일 - 이글루스가 서비스를 종료되었다.
- 6월 17일
  - 서울특별시 영등포구 여의도 한강공원에서 방탄소년단 데뷔 10주년을 기념하는 축제 ‘BTS 페스타’가 열렸다.
  - 서울특별시 송파구 잠실경기장에서 브루노 마스 내한 공연, 마마무, (여자)아이들, 펭수 팬미팅이 열렸다.
- 6월 28일 - 도밍고 헤르만이 MLB에서 12년만에 퍼펙트 게임을 달성했다.
- 6월 30일 - 2G 통신 서비스가 완전히 종료되었다.
- 7월 1일
  -  미국의 전기차 브랜드 테슬라가 설립 20주년.
  - 경상북도 군위군이 대구광역시에 통합되어 편입되었다.
  - ● 수도권 전철 서해선 소사역 ~ 대곡역 구간이 개통되었다.
  - 부산 도시철도가 종이승차권이 폐지되고 QR코드 승차권으로 전환되었다.
  - 우주의 암흑물질과 암흑에너지를 탐구할 유클리드 우주 망원경이 미국 플로리다주 케이프 커내버럴 우주군 기지에서 발사되었다.
  - 만덕초읍(아시아드)터널이 개통되었다.
- 7월 3일 - 평택 시내버스 개편이 시행되었다.
- 7월 7일 - 호남고속도로, 남해고속도로 개통 50주년.
- 7월 11일
  - 메타가 Threads를 출시되었는데 출시 3일만에 사용자 1억명을 돌파했다.
  - 마이크로소프트 윈도우 임베디드 8.1의 연장지원이 종료되었다.
- 7월 14일 - 인도우주연구기구의 찬드라얀 3호가 임무를 시작되었다.
- 7월 18일 - 김민재가  독일 분데스리가 바이에른 뮌헨으로 이적하였다.
- 7월 20일 ~ 8월 20일 -  오스트레일리아,  뉴질랜드에서 2023년 FIFA 여자 월드컵이 개최되었다.
- 7월 24일
  - 트위터 로고가 파랑새 로고에서 X로고로 변경되었다.
  - 짱구는 못말려 극장판 개봉 30주년.
- 7월 26일 - 새만금 남북도로 1, 2공구가 완전 개통되었다.
- 8월 1일 ~ 8월 12일 - 세계 스카우트 잼버리: 제25회 세계 스카우트 잼버리가  대한민국 전라북도 부안군 새만금에서 개최되었다.
- 8월 14일 - 유럽 우주국(ESA)과 러시아 연방 우주국 합작의 엑소마스 로버가 화성으로 발사되었다.
- 8월 18일
  - 에로게 브랜드 일루전이 폐업되었다.
  - 한국가스공사 창립 40주년.
- 8월 19일 ~ 8월 27일 - 2023년 세계 육상 선수권 대회가  헝가리 부다페스트에서 개최되었다.
- 8월 20일 - 2023년 FIFA 여자 월드컵이 호주에서 폐막했는데 결승전에서 스페인이 잉글랜드를 3:0으로 꺾고 1991년 이후 첫 우승이자, 2018년 남자 월드컵 이후 5년만에 우승을 달성하였다.
- 8월 24일 - 달의 착륙은 세계의 4번째로  인도가 사상 처음으로 달 남극에 탐사선 착륙에 성공했다.
- 8월 26일 - ● 수도권 전철 서해선 대곡역 ~ 일산역 구간이 개통되었다.
- 9월 1일
  - SRT 운행노선이 경전선 창원역, 전라선 여수엑스포역, 동해선 포항역으로 확대되었다.
  - ITX-마음이 운행을 시작했다.
- 9월 8일 ~ 10월 28일 - 2023년 럭비 월드컵이  프랑스에서 개최되었다.
- 9월 12일 - 애플의 아이폰 15가 공개되었다.
- 9월 15일 - 삼양라면 출시 60주년.
- 9월 16일
  -  독일 바이에른주 뮌헨에서 옥토버페스트 행사가 열렸다.
  - 바티칸 시국 성 베드로 대성전 외벽에 김대건 안드레아 신부의 성상이 세워졌다.
- 9월 17일 - 가야고분군이 세계유산에 등재되었다. 대한민국의 16번째 세계유산이다.
- 9월 20일
  - 당진청주고속도로의 서아산IC - 천안JC 구간이 개통되었다.
  - 네이버의 AI챗봇 큐:가 출시되었다.
- 9월 21일 - 데스티니 차일드 온라인 게임 서비스 종료되었다.
- 9월 23일 - 포스트 말론의 킨텍스에서 내한 공연하였다.
- 9월 23일 ~ 10월 8일 - 2022년 항저우 아시안 게임이  중화인민공화국 항저우시에서 개최되었다.
- 9월 25일 - 수도권제2순환고속도로의 남안산JC ~ 시화IC 구간이 개통되었다.
- 9월 26일 - 내셔널지오그래픽 채널이 국내에서 송출이 중단되었다.
- 9월 29일
  -  미국 라스베이거스에서 세계 최대 공 모양 건축물인 MGM 스피어 리조트가 완공되었다.
  - 항저우 아시안 게임 e-스포츠 리그 오브 레전드의 결승전에서 대한민국이 승리를 거두면서 금메달을 차지했다.
- 10월 2일 - 나주시 시내버스 전면 개편이 시행되었다.
- 10월 3일 - LG 트윈스가 1위 매직넘버가 소멸되며 1994년 이후 29년만에 KBO 리그 우승을 차지했다.
- 10월 4일 - 2030년 FIFA 월드컵 개최지가  스페인,   포르투갈,   모로코로 선정되었다. 일부경기는 남미국가인   우루과이,   아르헨티나,   파라과이에서도 개최될 예정이다.
- 10월 5일 ~ 11월 19일 - 2023 ICC 크리켓 월드컵이  인도에서 개최되었다.
- 10월 6일 - 디시위키의 서비스가 종료되었다.
- 10월 7일
  - 2023 서울세계불꽃축제가 여의도 일대에서 개최되었다.
  - 2022 항저우 아시안 게임에서 야구 대표팀이 대만과의 결승전에서 승리하여 아시안 게임 4연패를 달성했으며, 축구 대표팀은 일본과의 결승전에서 대한민국이 승리를 거두면서 아시안 게임 3연패를 달성했다.
- 10월 10일 - 윈도우 서버 2012의 연장 지원이 종료되었다.
- 10월 10일 ~ 11월 19일 - 리그 오브 레전드 월드 챔피언십 2023이  대한민국에서 개최되었다.
- 10월 13일
  - 프시케가 발사되었다.
  - 영국 정부의 승인하에 마이크로소프트는 블리자드 엔터테인먼트를 인수했다.
- 10월 19일 - 연예 기획사 어트랙트가 분쟁중이던 피프티피프티 멤버 새나, 시오, 아란에게 전속 계약해지를 통보하였다.
- 10월 20일 - 닌텐도에서 슈퍼 마리오 브라더스 원더가 출시되었다.
- 10월 22일 ~ 10월 28일 - 2022년 장애인 아시안 게임이  중화인민공화국 항저우시에서 개최되었다.
- 10월 25일
  - 시티즈: 스카이라인 II가 출시되었다.
  - 현대자동차가 중고차 판매가 시작되었다.
- 11월 1일 - 2034년 FIFA 월드컵 개최지가  사우디아라비아로 선정되었다.
- 11월 2일
  - 메이저 리그 베이스볼 월드 시리즈 5차전에서 텍사스 레인저스가 애리조나 다이아몬드백스를 5대 0으로 꺾고 시리즈 전적 4승 1패로 1961년 창단 이후 62년만에 통산 1번째 우승을 달성하였다.
  - 비틀즈의 마지막 싱글인 Now And Then가 발매되었다.
- 11월 5일 - 일본 프로 야구 일본 시리즈 7차전에서 한신 타이거스가 오릭스 버펄로스를 7대 1로 꺾고 시리즈 전적 4승 3패로 1985년 이후 38년만에 통산 2번째 우승을 달성하였다.
- 11월 10일 - 한국버추얼휴먼산업협회가 출범하였다.
- 11월 12일
  - 개그콘서트가 1051회부터 재개되었다.
  - 웨이취안 드래건스가 2023년 타이완 시리즈에서 24년만에 우승을 달성하였다.
- 11월 13일 - KBO 리그 한국시리즈 5차전에서 LG 트윈스가 kt wiz를 6대 2로 꺾고 시리즈 전적 4승 1패로 1994년 이후 29년만에 통산 3번째 우승을 달성하였다.
- 11월 16일
  - 2024학년도 대학수학능력시험이 실시되었다.
  - 강원특별자치도에서 U KBS 뮤직, 스타, 하트DMB가 SD HD만 송출되었다.
  - 지역민방의 YTN DMB 로고 티커 반을 없앴다
- 11월 16일 ~ 11월 19일 - 부산광역시의 벡스코에서 지스타 2023 행사가 열렸다.
- 11월 19일 - 리그 오브 레전드 월드 챔피언십 2023에서 T1이 WBG을 3대 0로 꺾고 통산 4번째 우승을 달성하였다.
- 11월 22일 - 중앙선 망호역 ~ 의성역 구간 이설, 업동역 폐역,  하화터널이 완공되었다.
- 11월 23일 - 닥터 후 방영 60주년.
- 11월 27일
  - 서산영덕고속도로 서산 ~ 당진 구간이 착공되었다.
  - 애니메이션 뽀롱뽀롱 뽀로로 방영 20주년.
- 11월 28일 - 2030 엑스포의 개최지가  사우디아라비아 리야드로 선정되었다.
- 11월 30일
  - 회색도시 2가 서비스 종료되었다.
  - 네이버 서비스의 네이버 백신이 서비스를 종료하였다.
  - 서울 중랑구 상봉터미널이 38년만에 폐업하였다.
- 12월 1일 - NHK의 채널인 BS1과 BS프리미엄은 NHK BS로, BS4K는 NHK BS프리미엄 4K로 개편하였다.
- 12월 2일
  - 한국 첫 독자 정찰위성이 교신에 성공했다.
  - AGF 2023이 개최되었다.
  - 한국의 첫 독자 정찰위성인 425 위성이 스페이스X의 팰컨 9 로켓에 실려 발사되었다.
- 12월 6일 - 트위치가 한국시장에서 서비스 종료 및 철수를 선언하였다.
- 12월 9일
  - 오타니 쇼헤이가 LA다저스와 7억 달러에 계약하면서 스포츠 역사상 최고 금액을 달성했다.
  - 2023년 12월 청주시 시내버스 전면 개편이 시행되었다.
- 12월 12일 - 엔터테인먼트 소프트웨어 협회(ESA)가 일렉트로닉 엔터테인먼트 엑스포(E3)의 폐지를 공식적으로 선언했다.
- 12월 16일 - ● 수도권 전철 1호선 동두천 ~ 연천 구간이 개통되었다.
- 12월 18일
  - 광주송정역 ~ 광주역 간 운행하는 통근열차가(도시통근형 디젤 액압 동차) 운행이 종료되었다.
  - 동해남부선 포항~영덕 구간이 전철화 지연과 운행중인 무궁화호 동차 수명 만료 등으로 인해 2024년 12월까지 운행을 중단하였다.
- 12월 19일 - 네이버의 비디오 스트리밍 서비스 치지직이 베타서비스가 시작되었다.
- 12월 20일 - 리듬 기반 아케이드 게임인 지오메트리 대시가 마지막 업데이트 이후 6년 11개월 만에 업데이트를 진행하였다.[21]
- 12월 21일 - TV조선 미스트롯3가 방영을 시작하였다.
- 12월 23일 - KBS 연예대상에서 1박 2일 시즌4 팀이 대상수상하였다.
- 12월 25일 - 바다열차가 운행을 종료하였다.
- 12월 28일 - 중부내륙선 판교~부발 구간이 개통되었다.
- 12월 29일
  - MBC 방송연예대상에서 기안84가 대상수상하였다.
  - SBS 연기대상에서 김태리, 이제훈이 공동대상을 수상하였다.
  - 월드컵대교가 완공되었다.
- 12월 30일
  - 생방송 행복드림 로또 6/45가 1100회가 방영되었다.
  - 싸이의 강남스타일의 유튜브 뮤직 비디오가 50억 뷰를 달성하였다.
  - MBC 연기대상에서 남궁민이 대상수상하였다.
  - SBS 연예대상에서 탁재훈이 대상수상하였다.
- 12월 31일 - KBS 연기대상에서 최수종이 대상수상하였다.

## 탄생
- 3월 27일 - 룩셈부르크의 왕족 룩셈부르크 공자 프랑수아.

## 사망

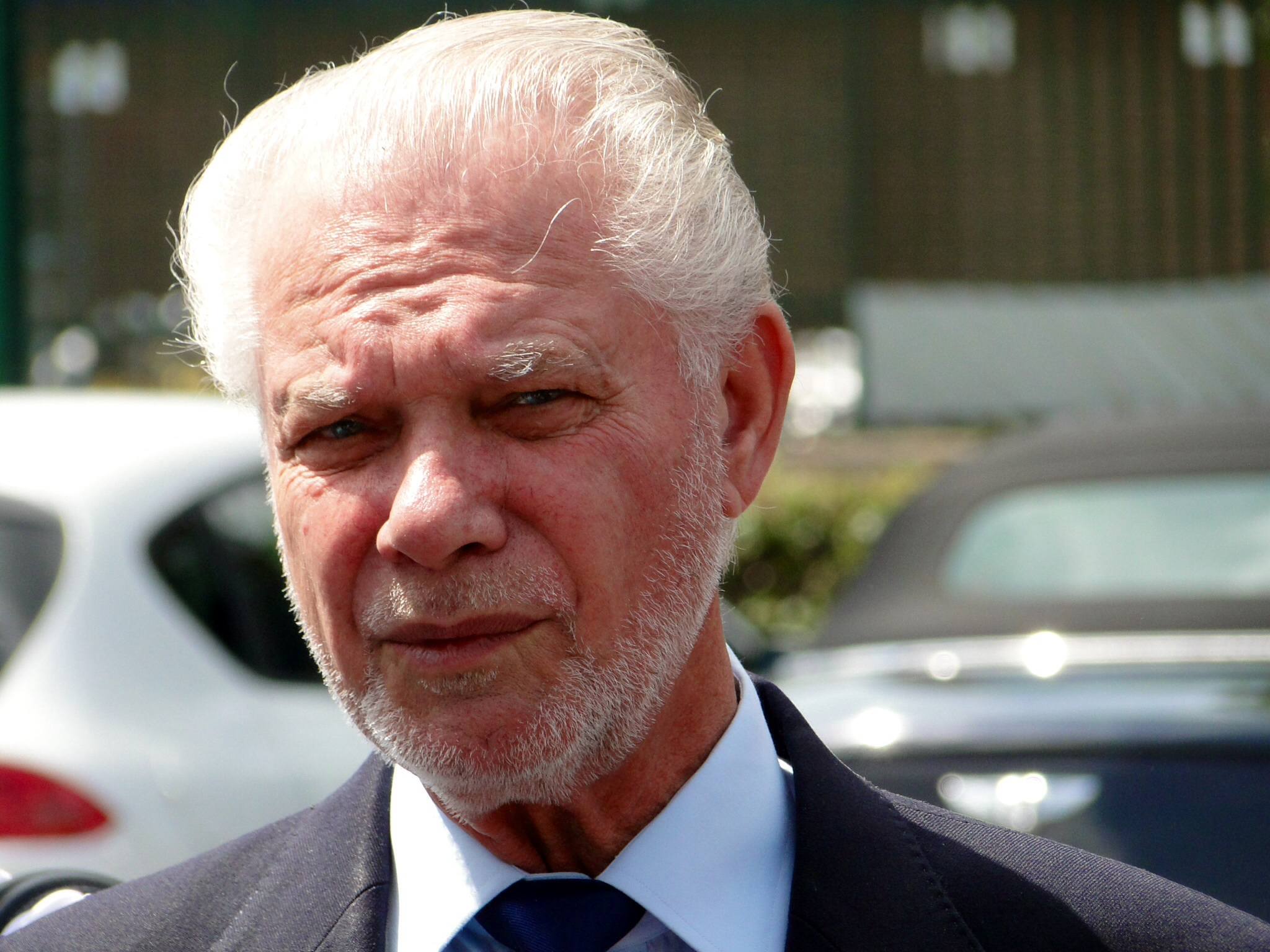
데이비드 골드

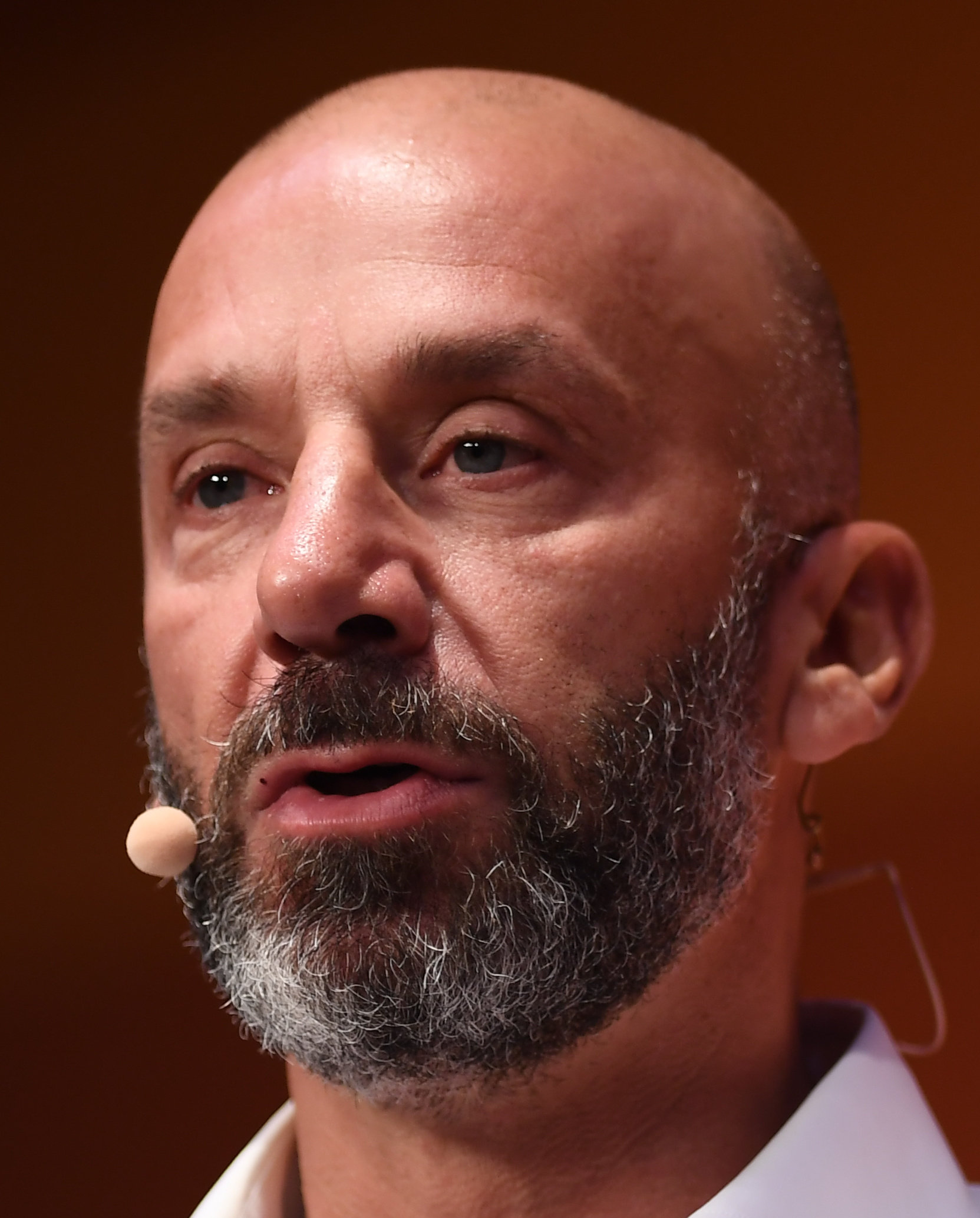
잔루카 비알리

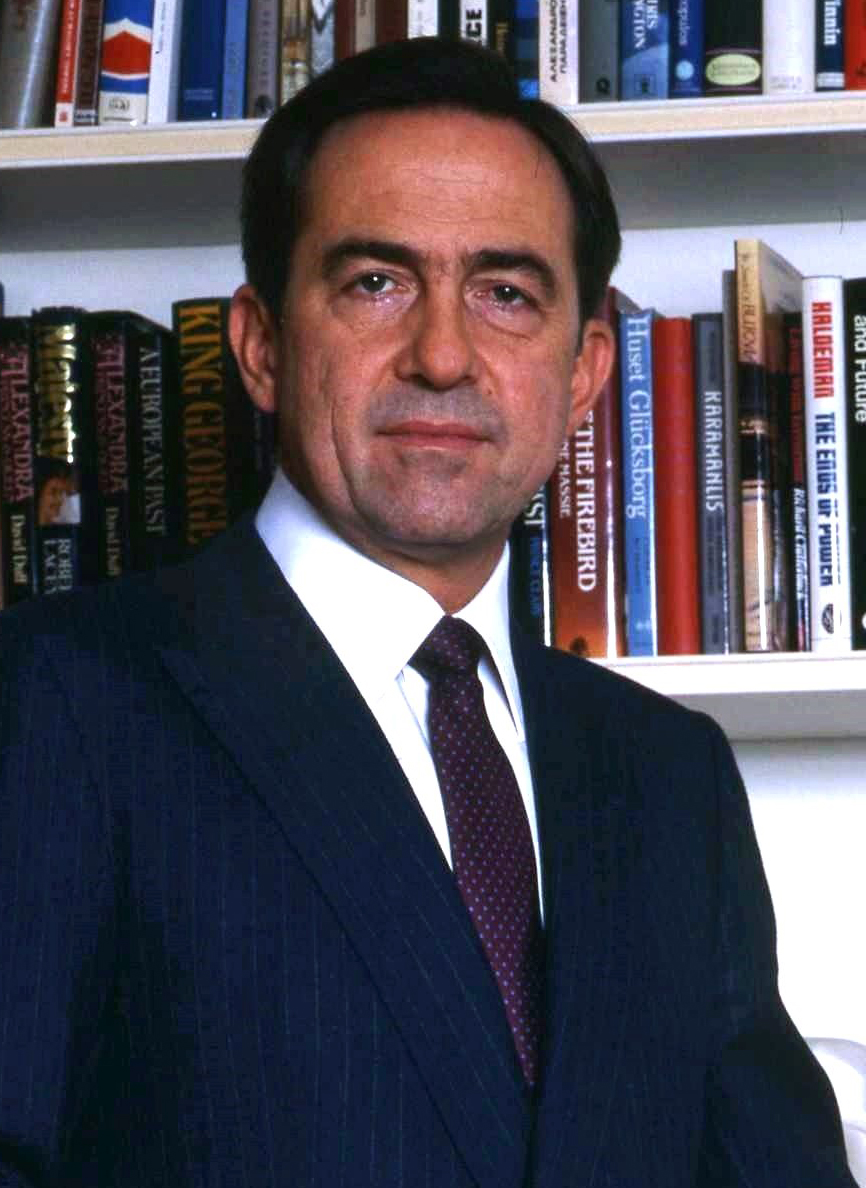
콘스탄티노스 2세

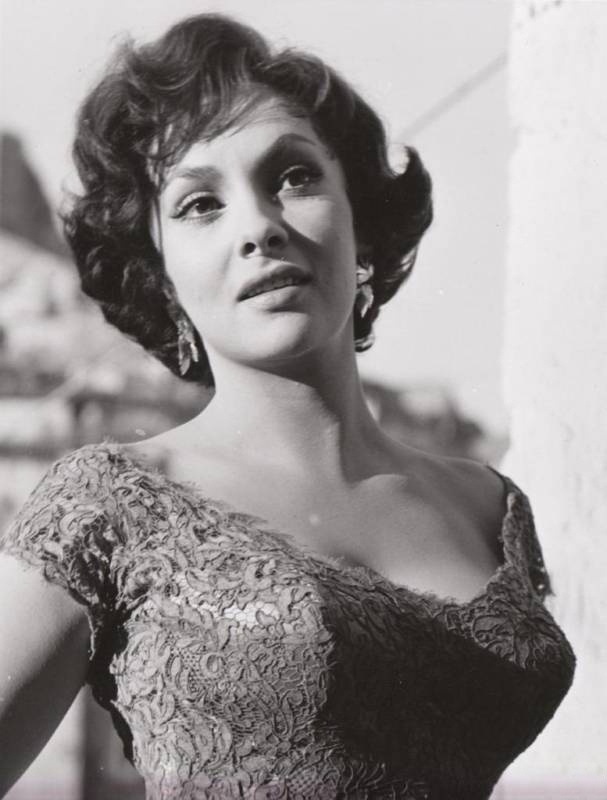
지나 롤로브리지다

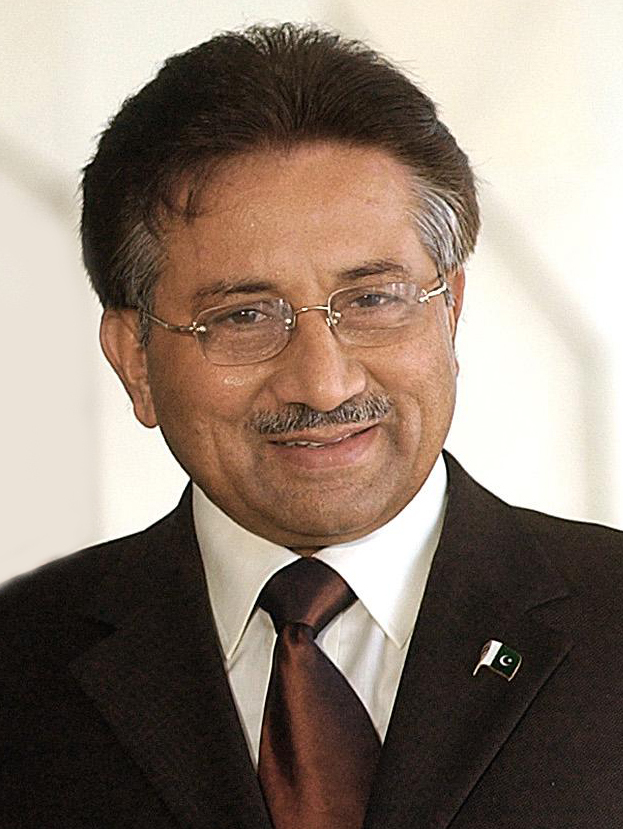
페르베즈 무샤라프

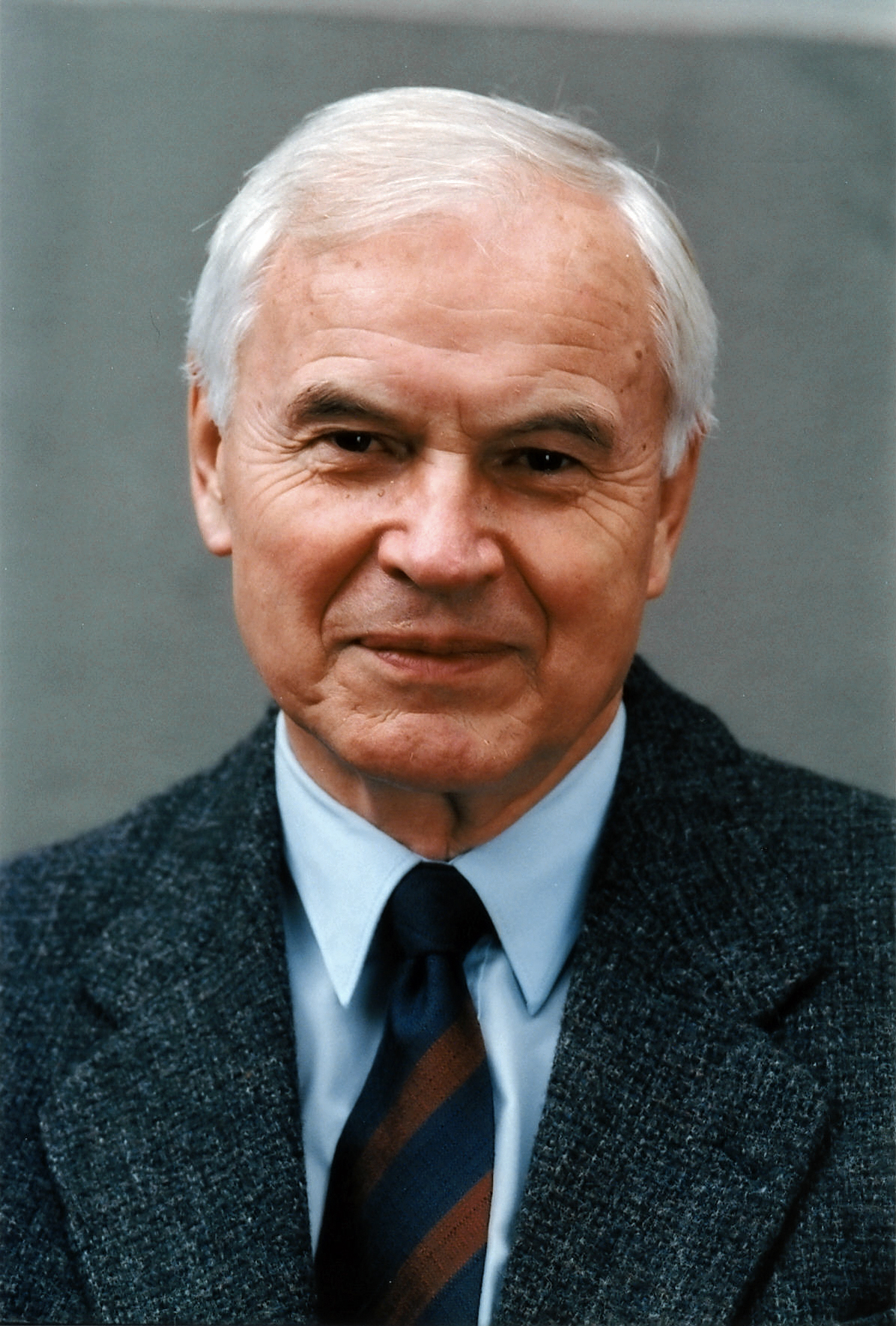
한스 모드로

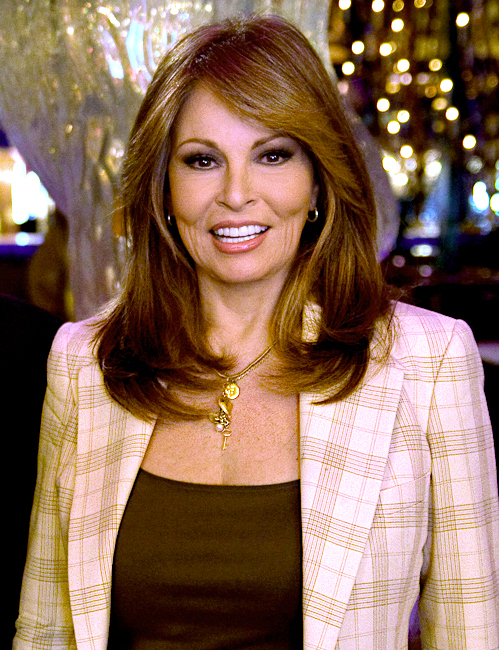
라켈 웰치

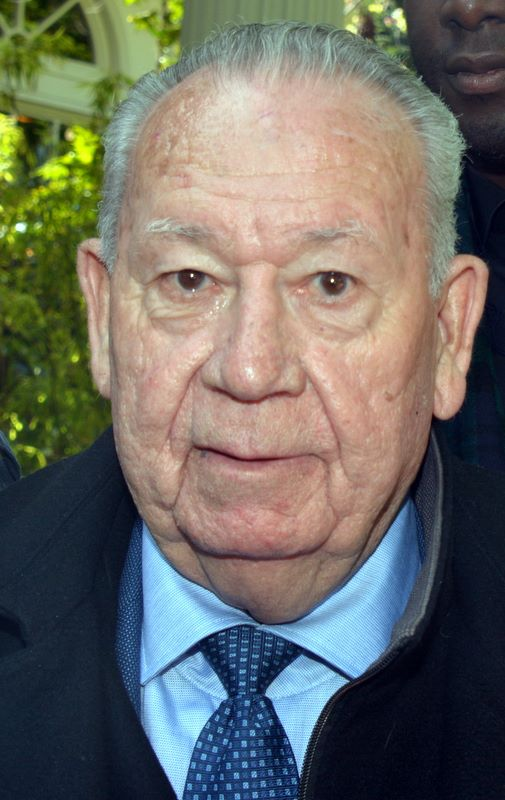
쥐스트 퐁텐

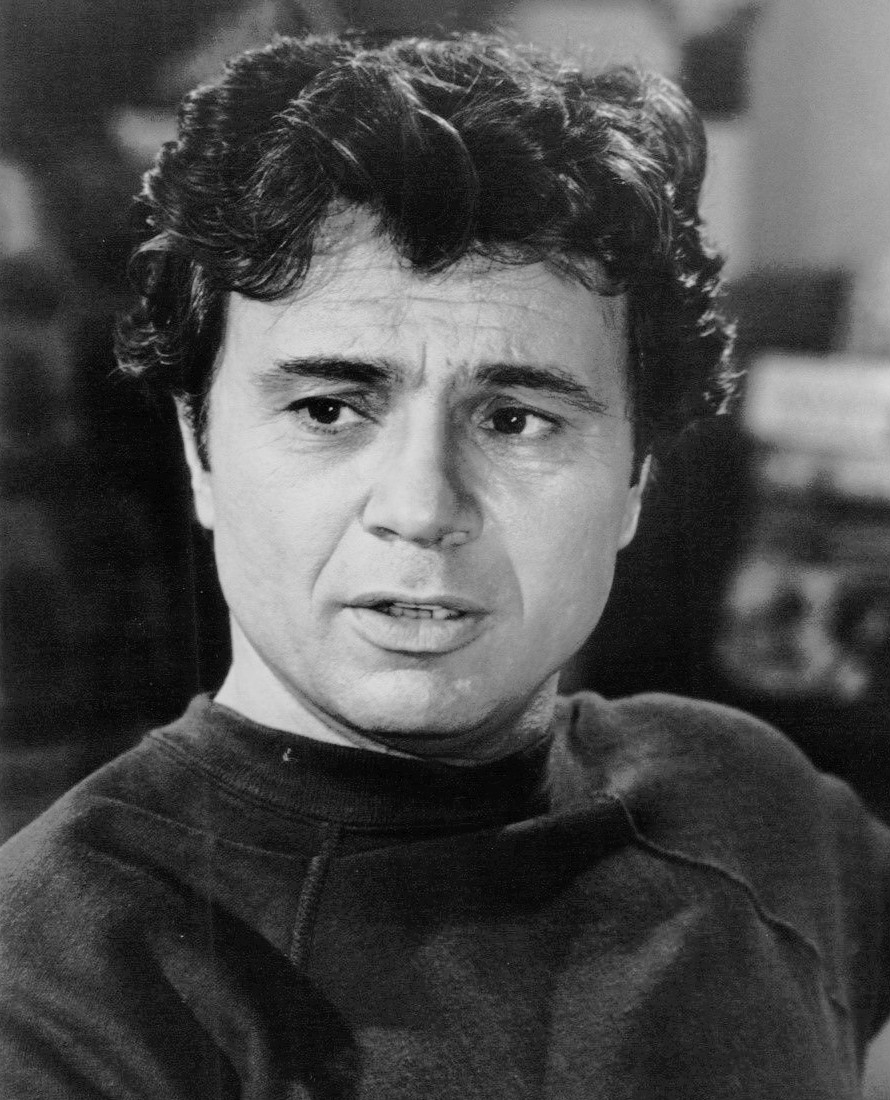
로버트 블레이크

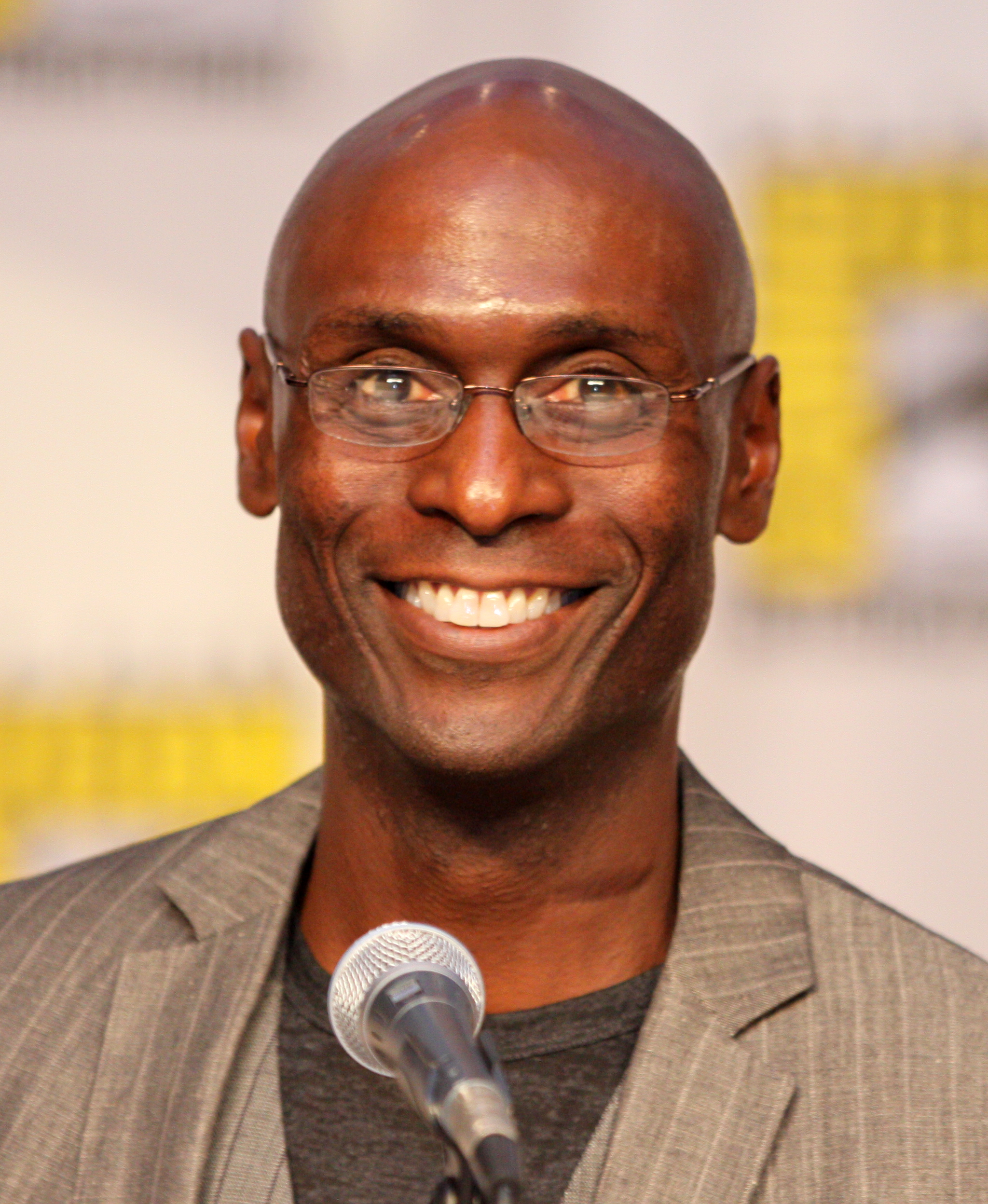
랜스 레딕

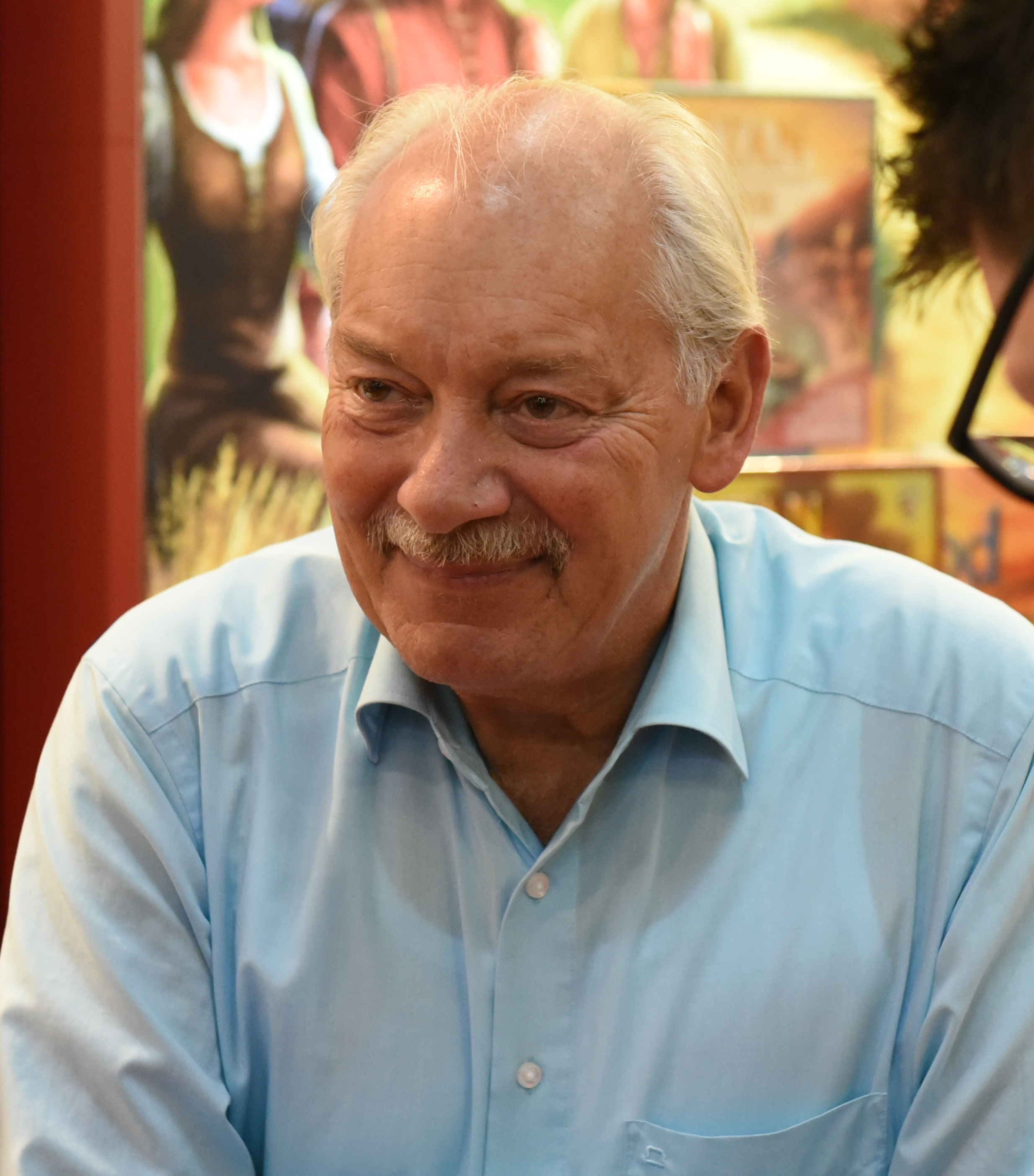
클라우스 토이버

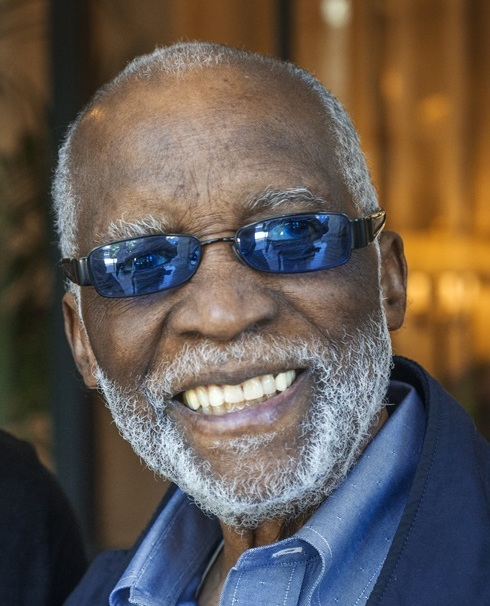
아마드 자말

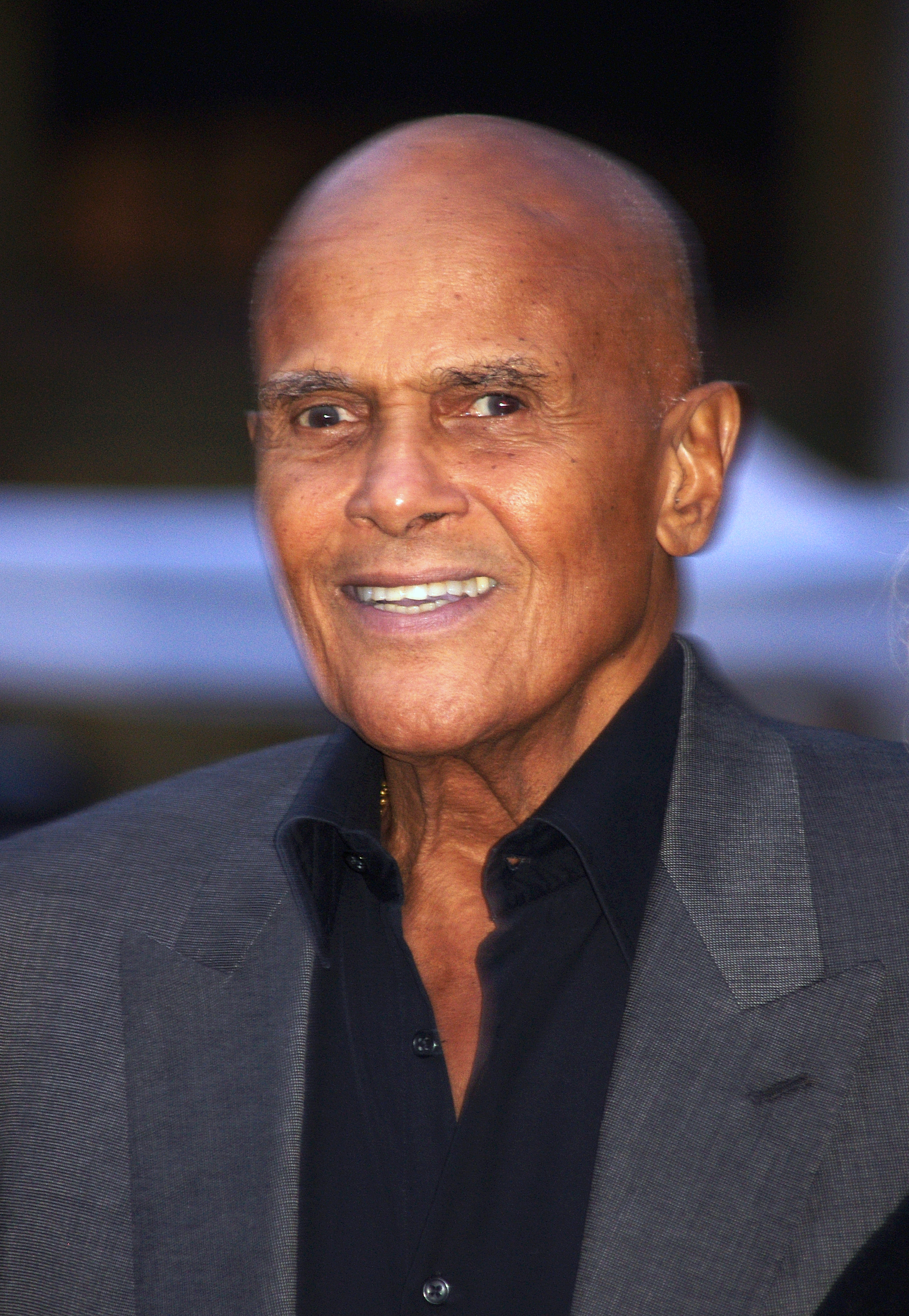
해리 벨라폰테

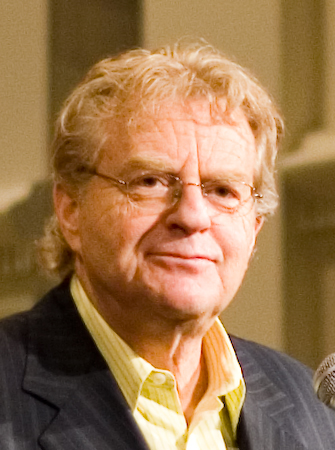
제리 스프링거

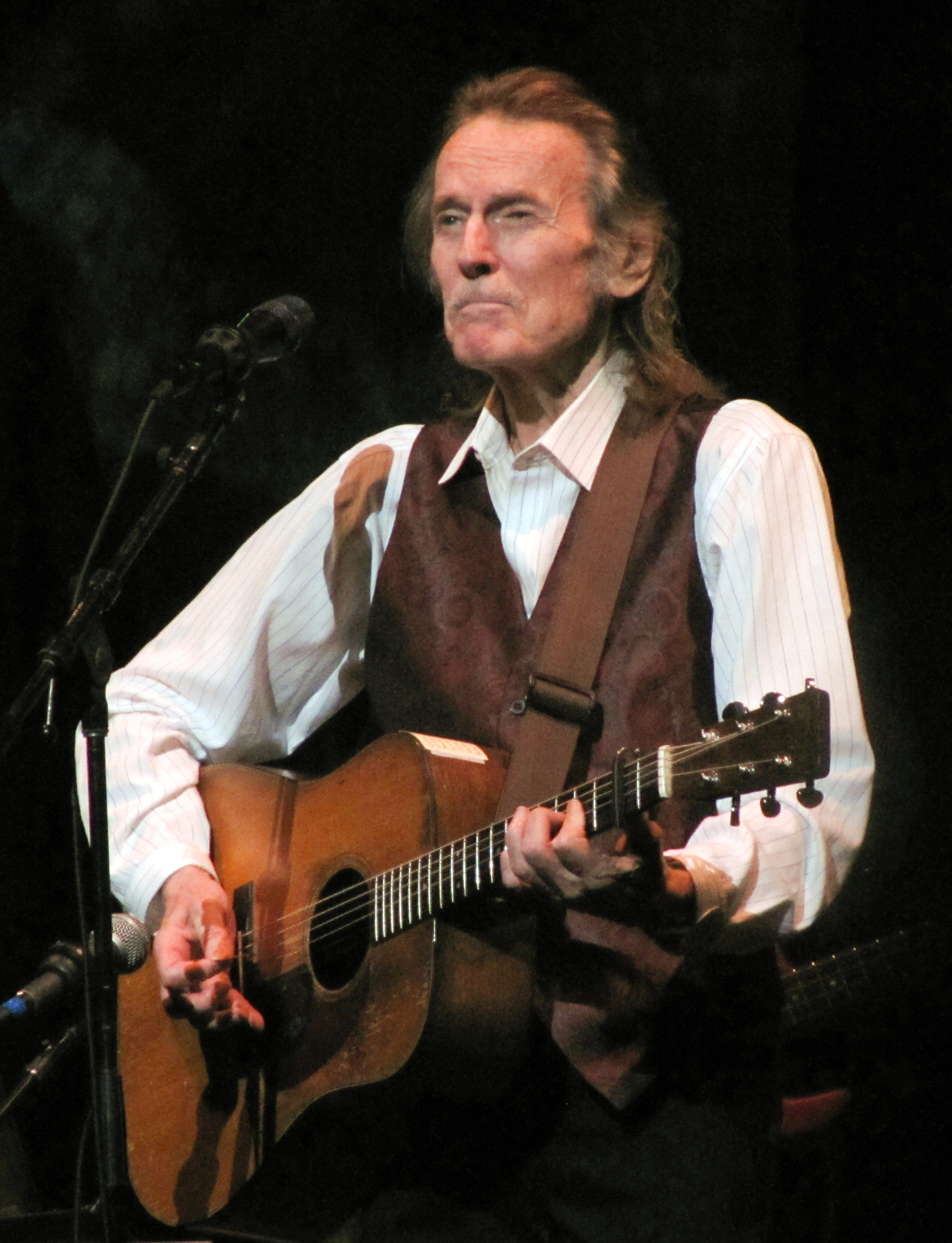
고든 라이트풋

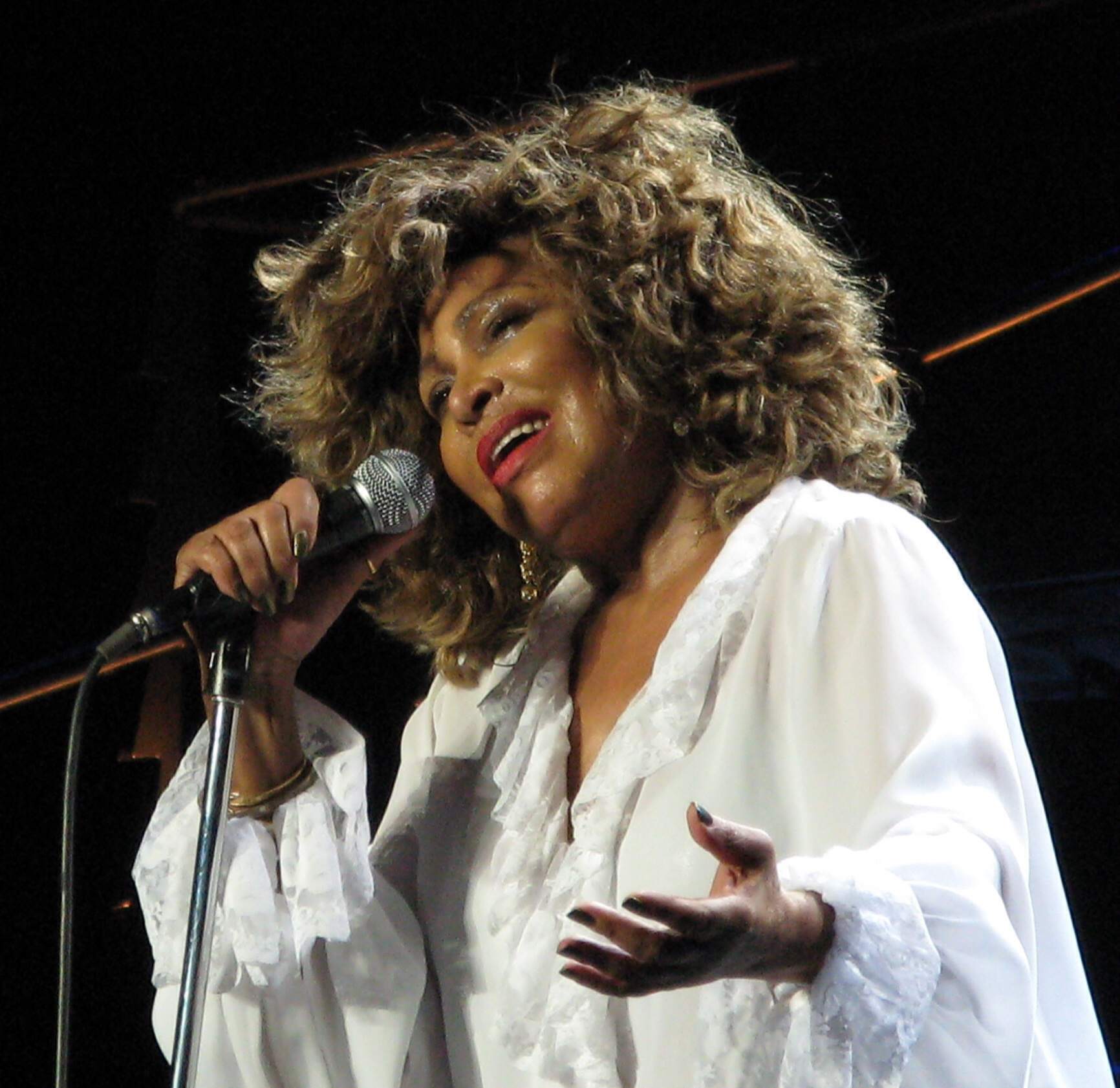
티나 터너

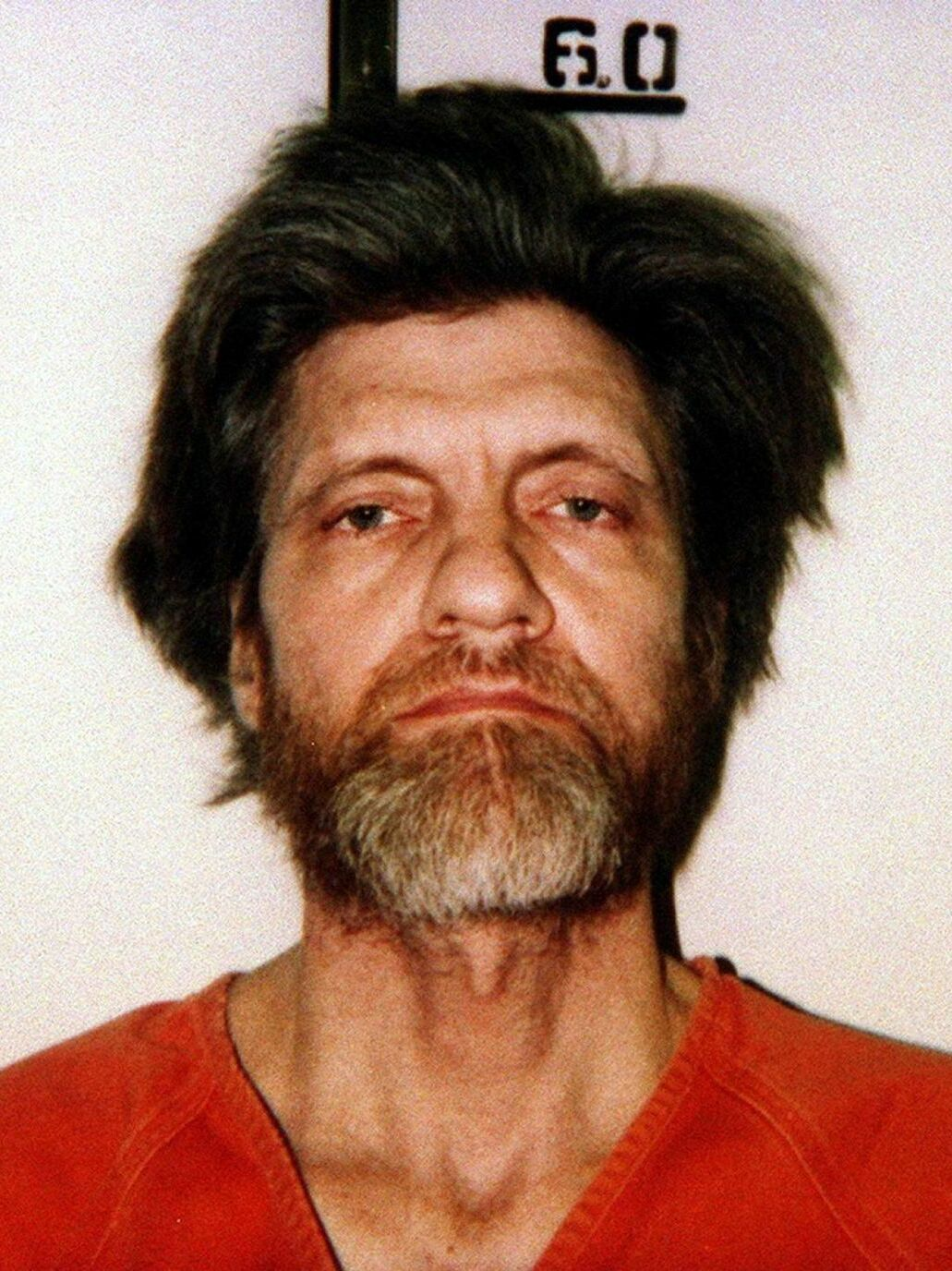
시어도어 카진스키

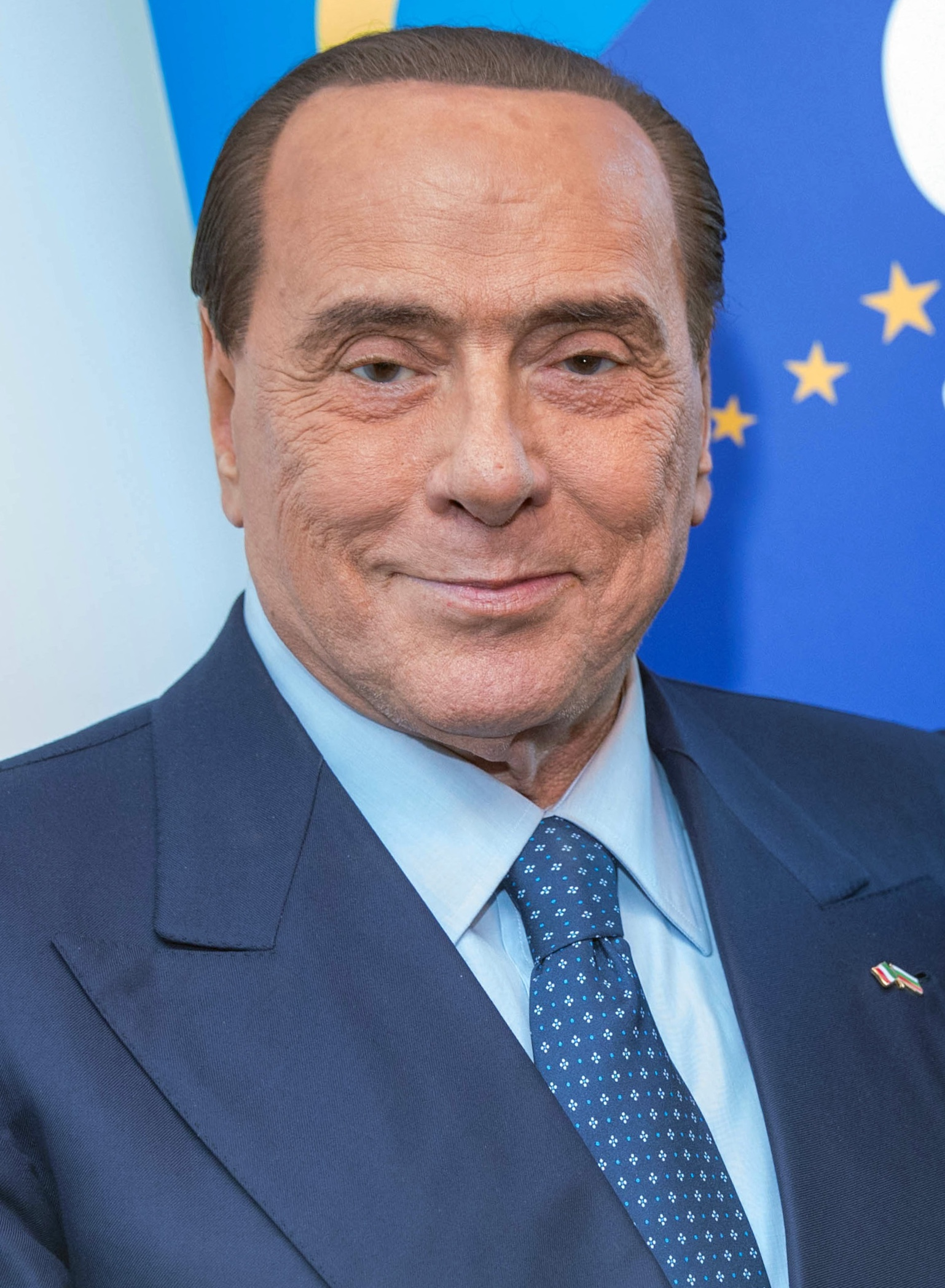
실비오 베를루스코니

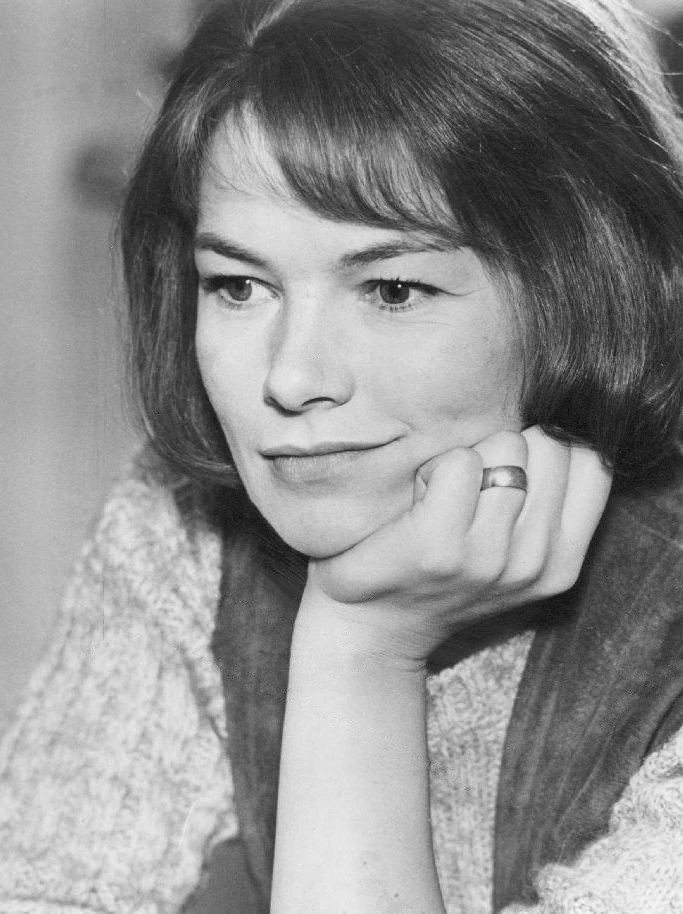
글렌다 잭슨

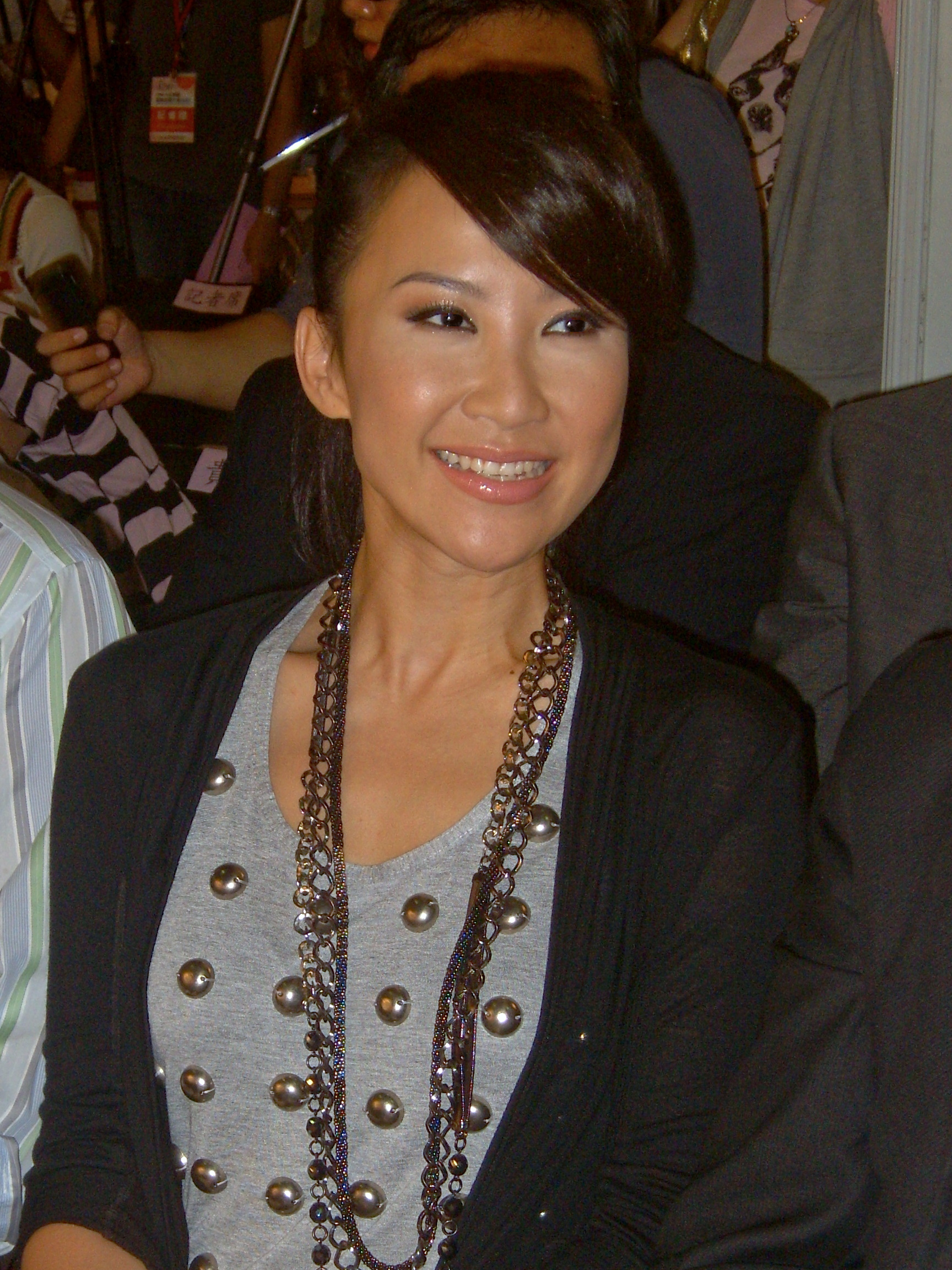
코코 리

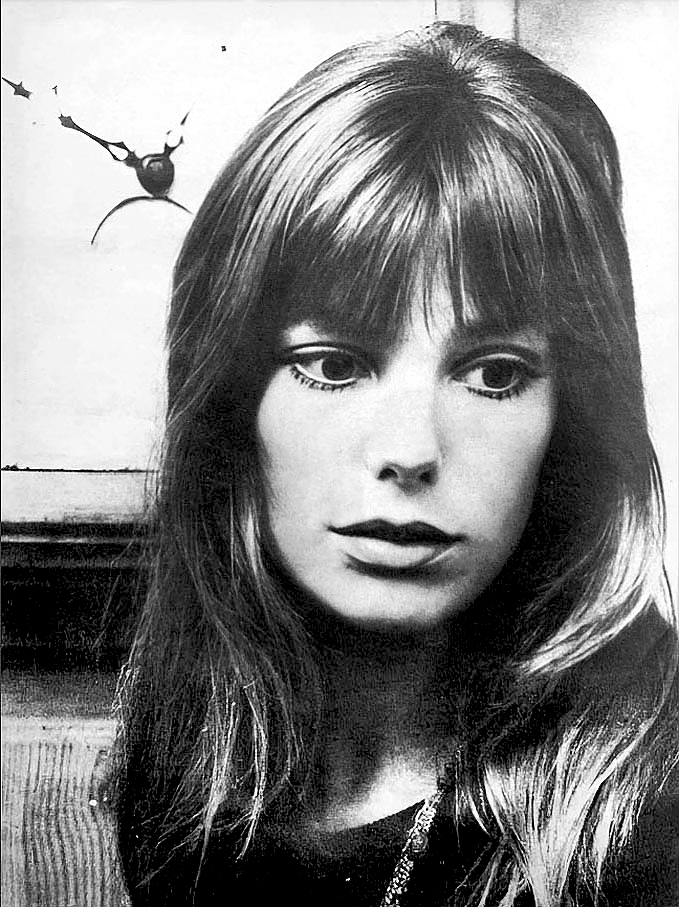
제인 버킨

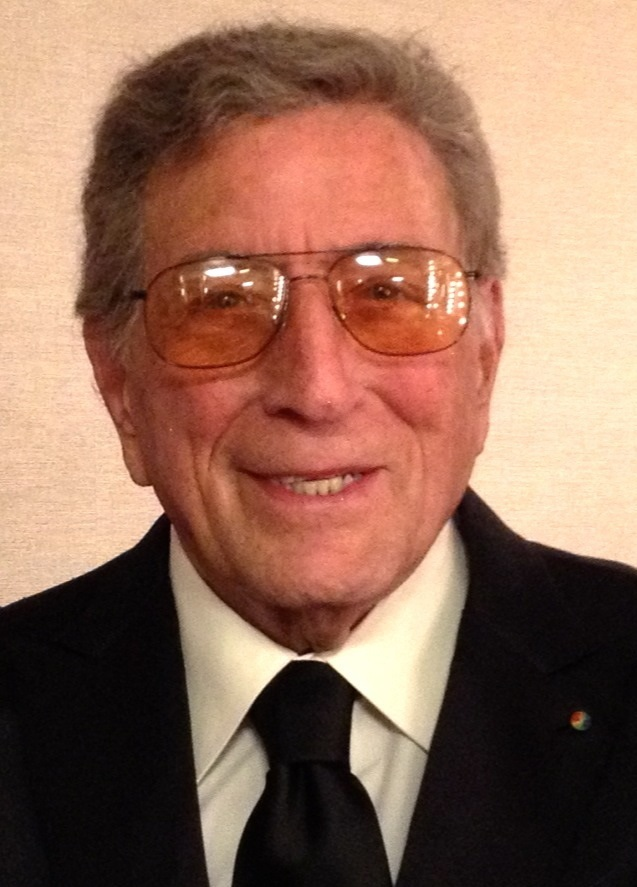
토니 베넷

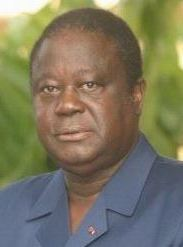
앙리 코낭 베디에

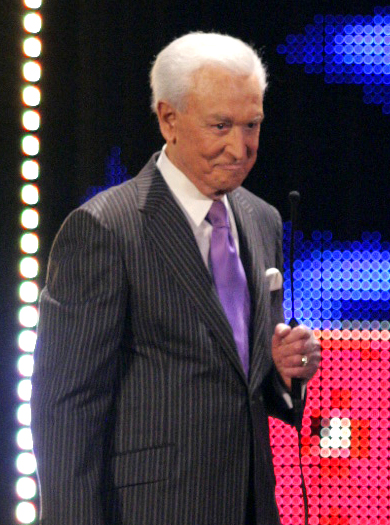
밥 바커

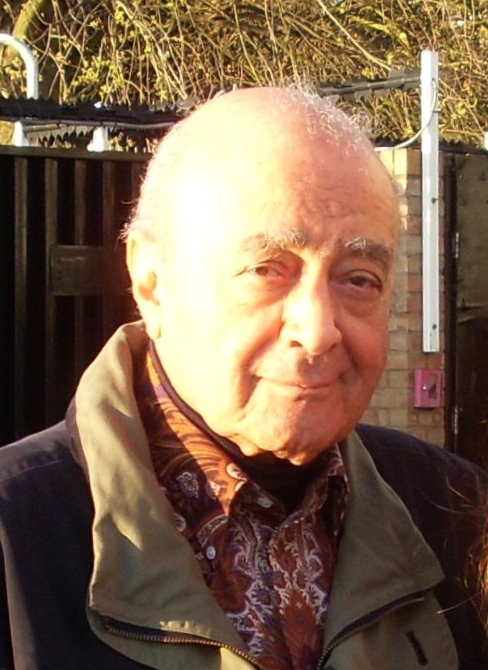
모하메드 알파예드

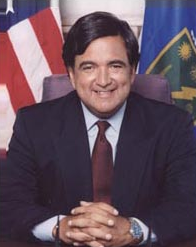
빌 리처드슨

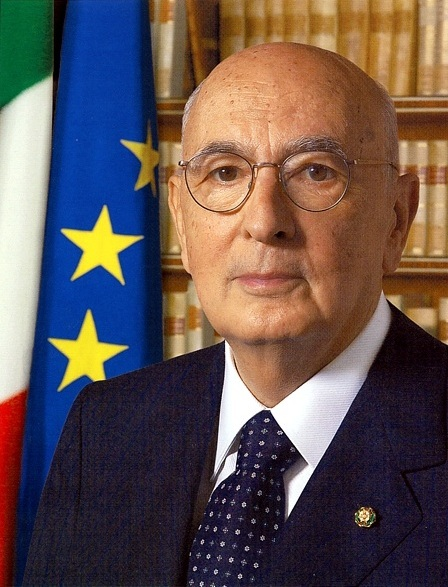
조르조 나폴리타노

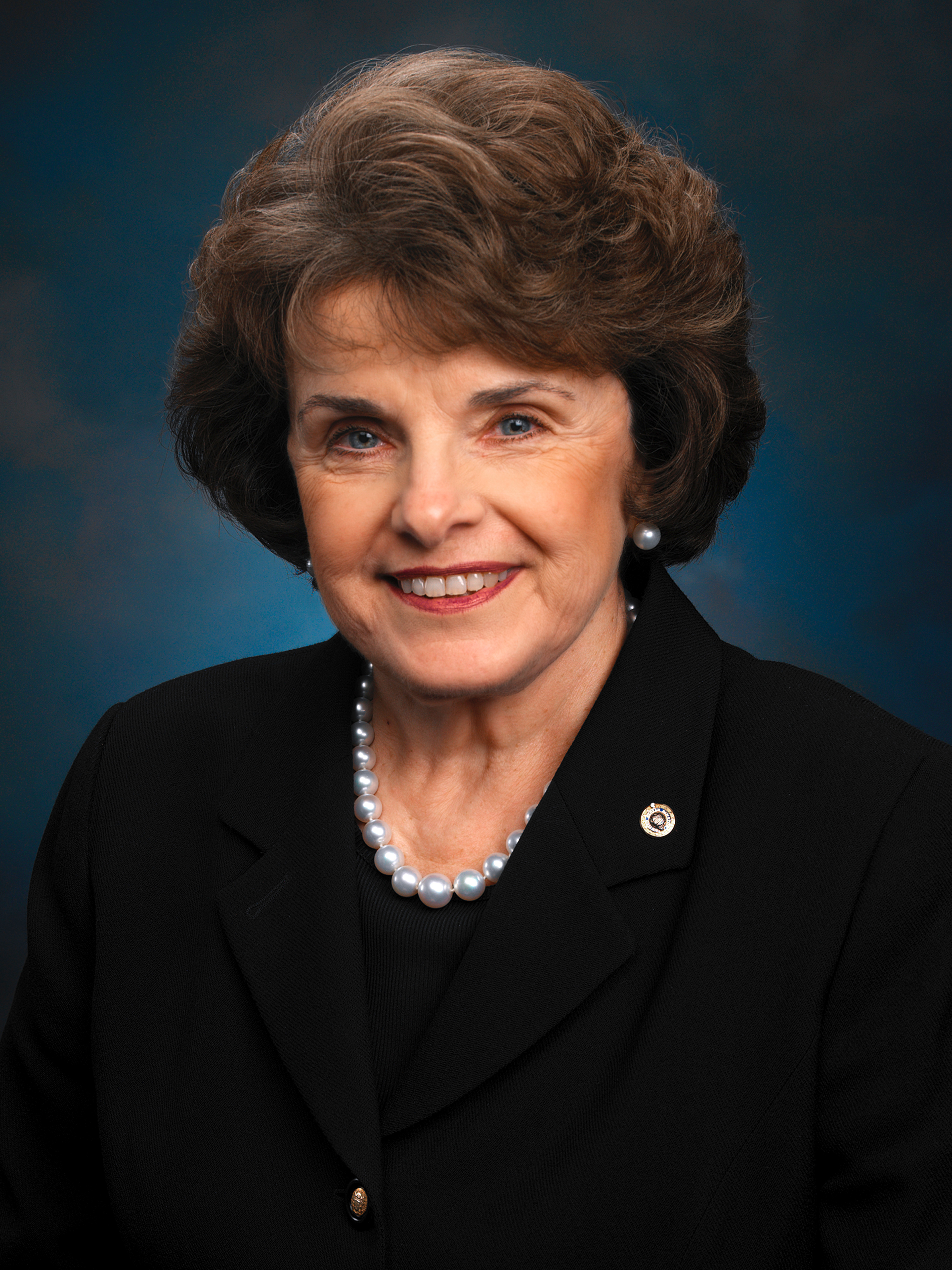
다이앤 파인스타인

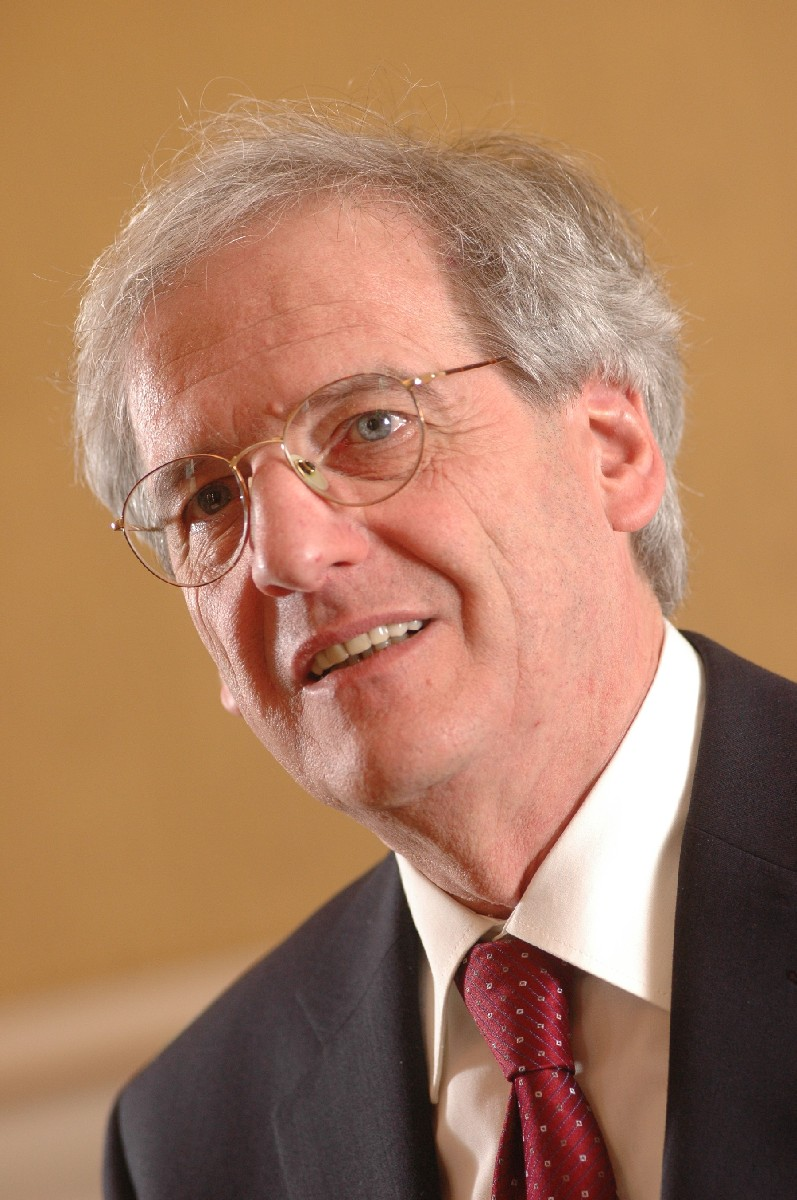
쇼욤 라슬로

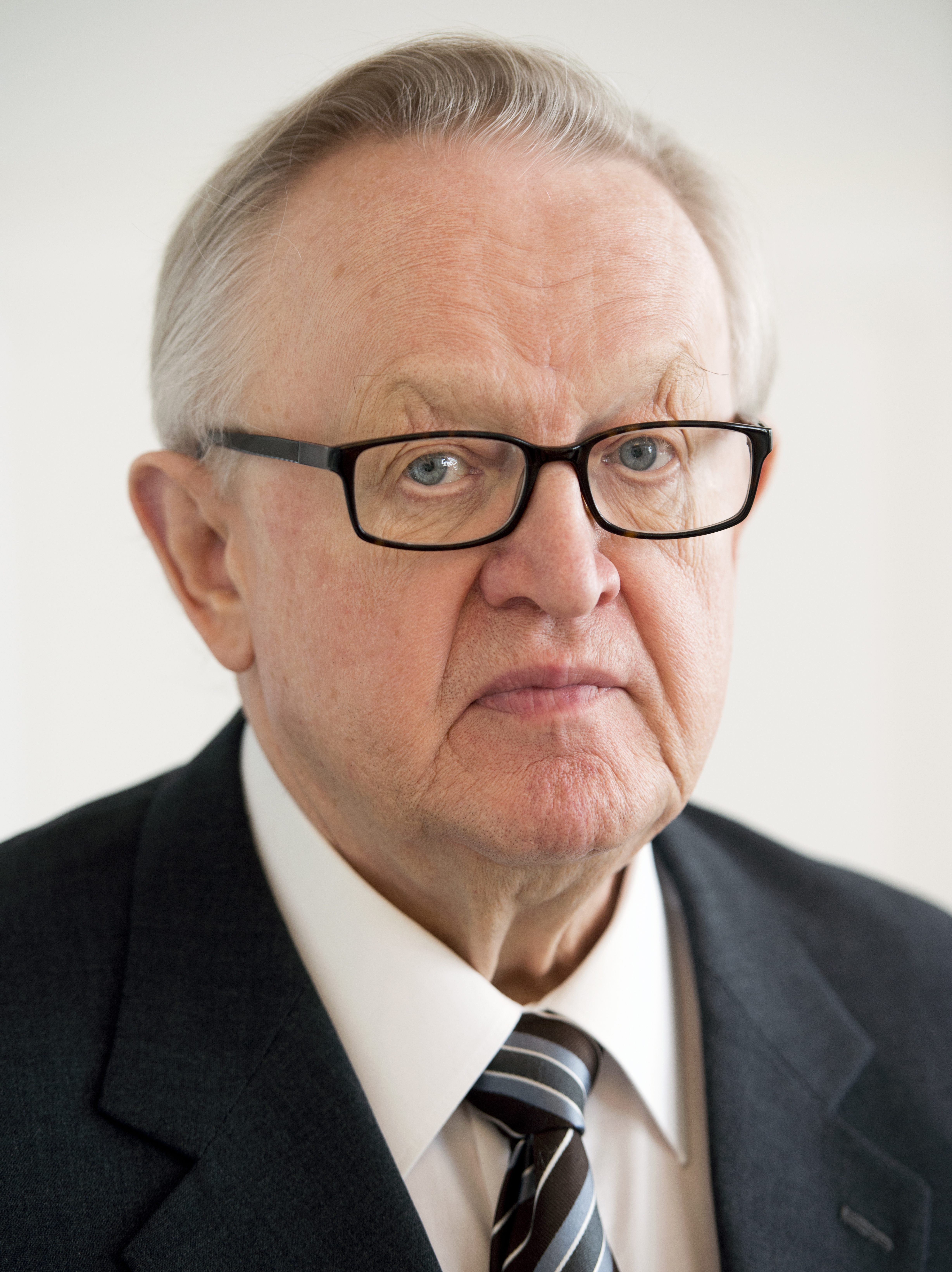
마르티 아티사리

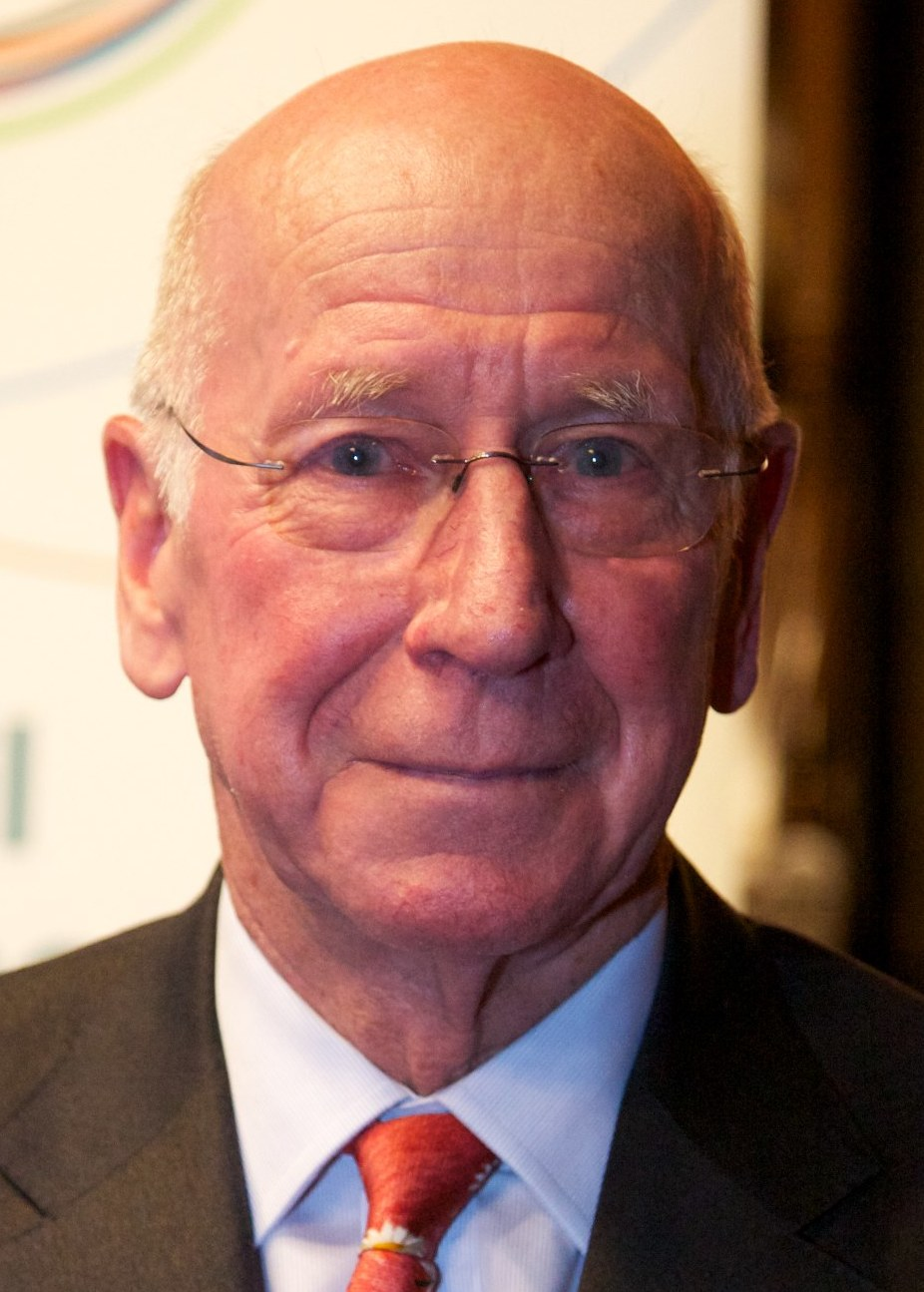
보비 찰턴

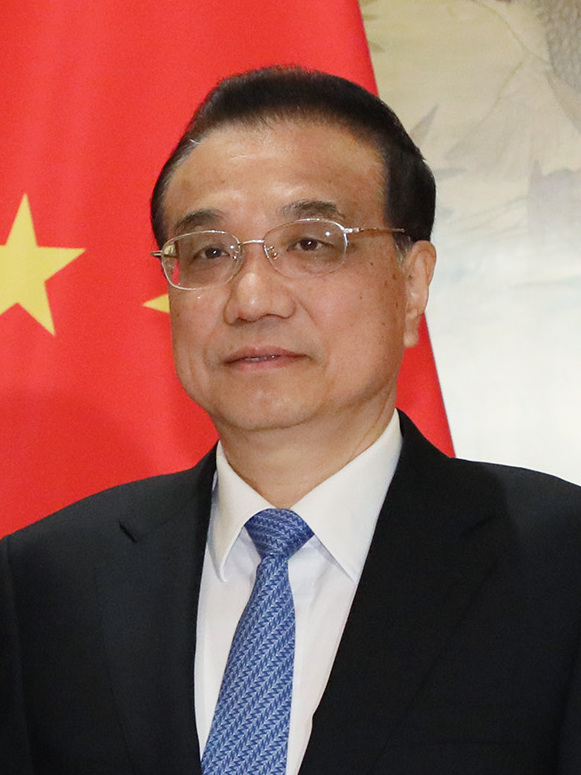
리커창

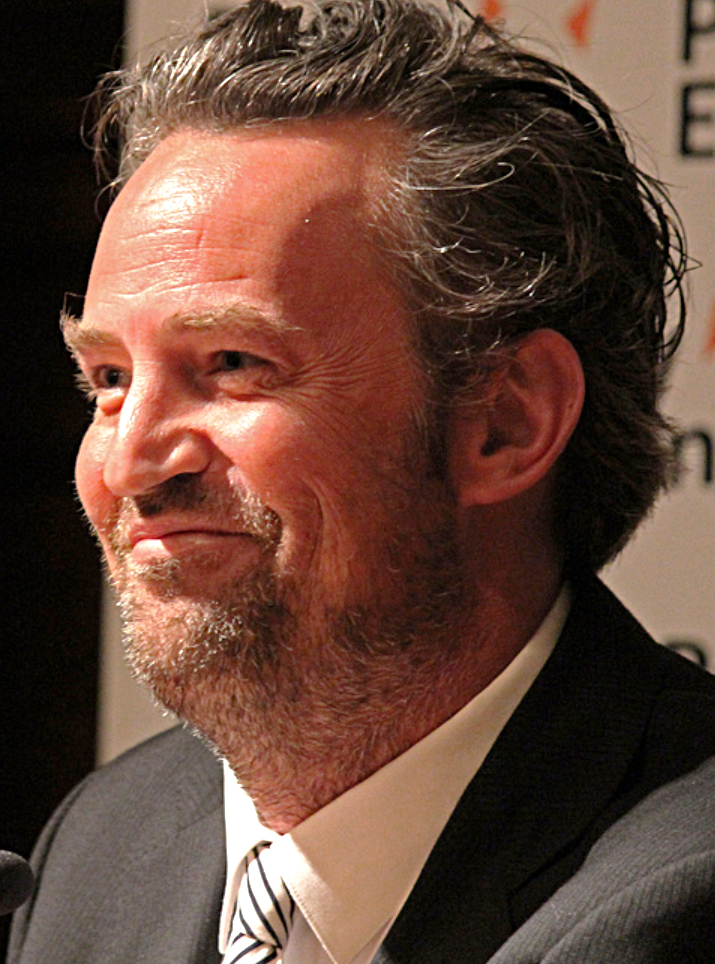
매슈 페리

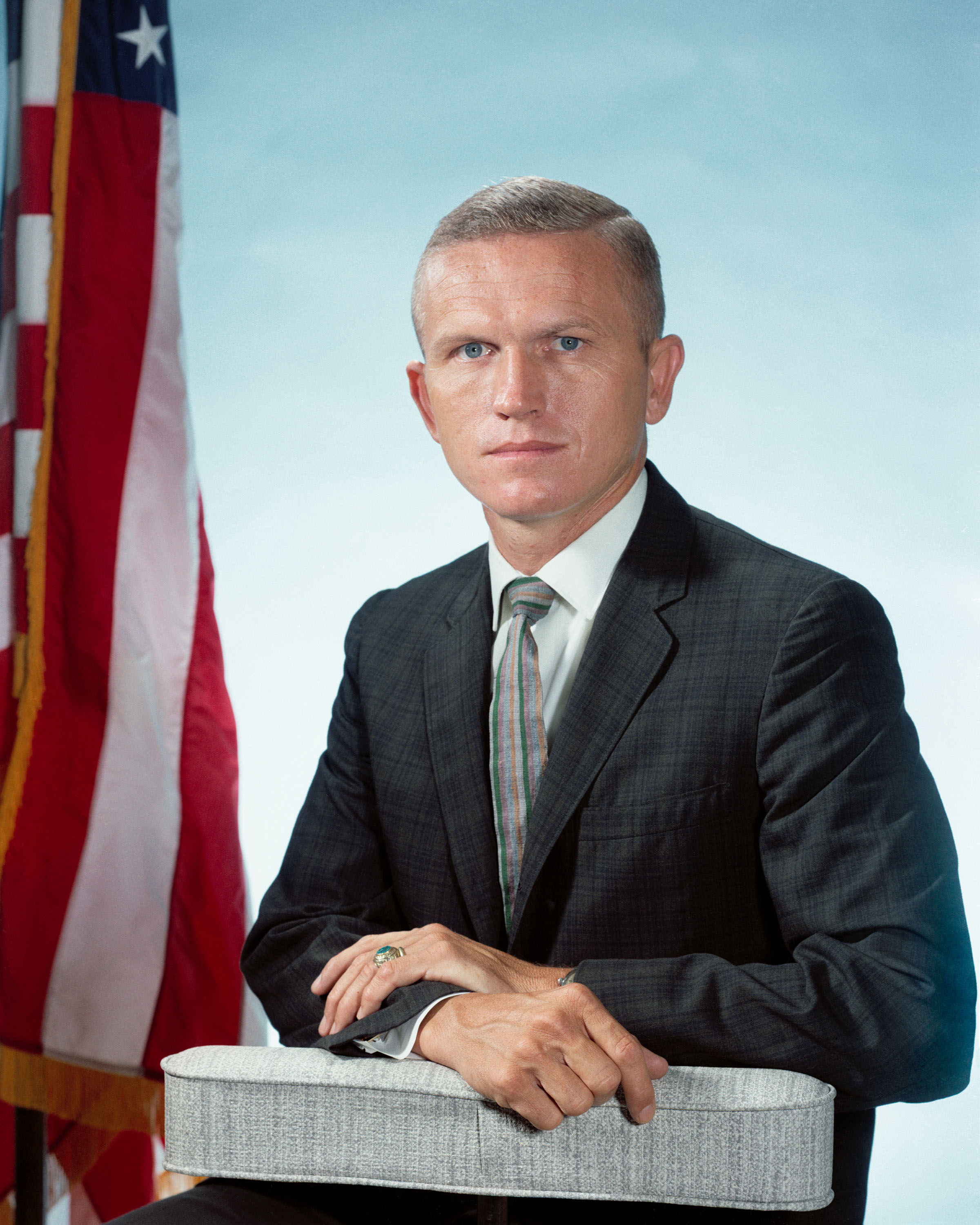
프랭크 보먼

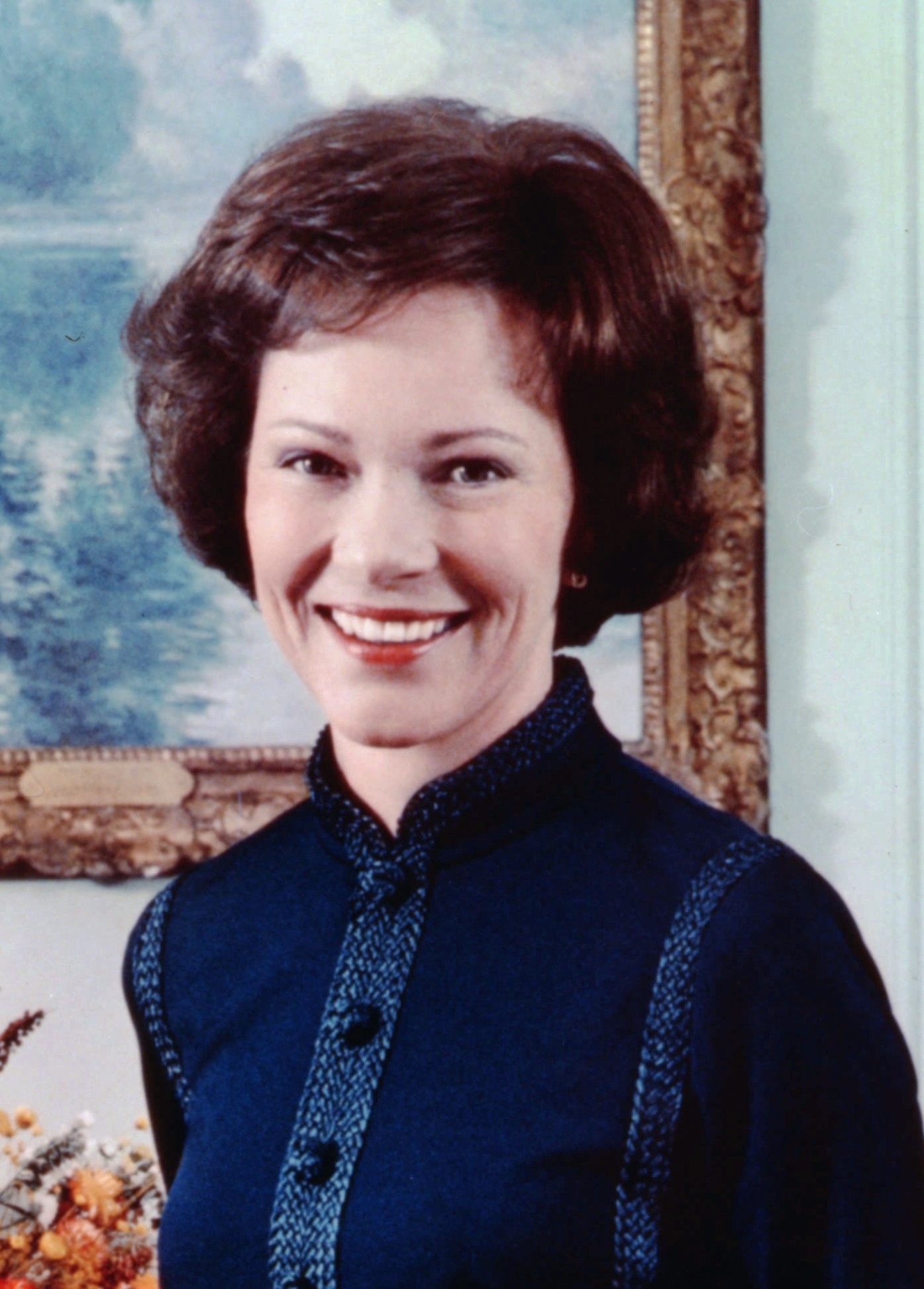
로절린 카터

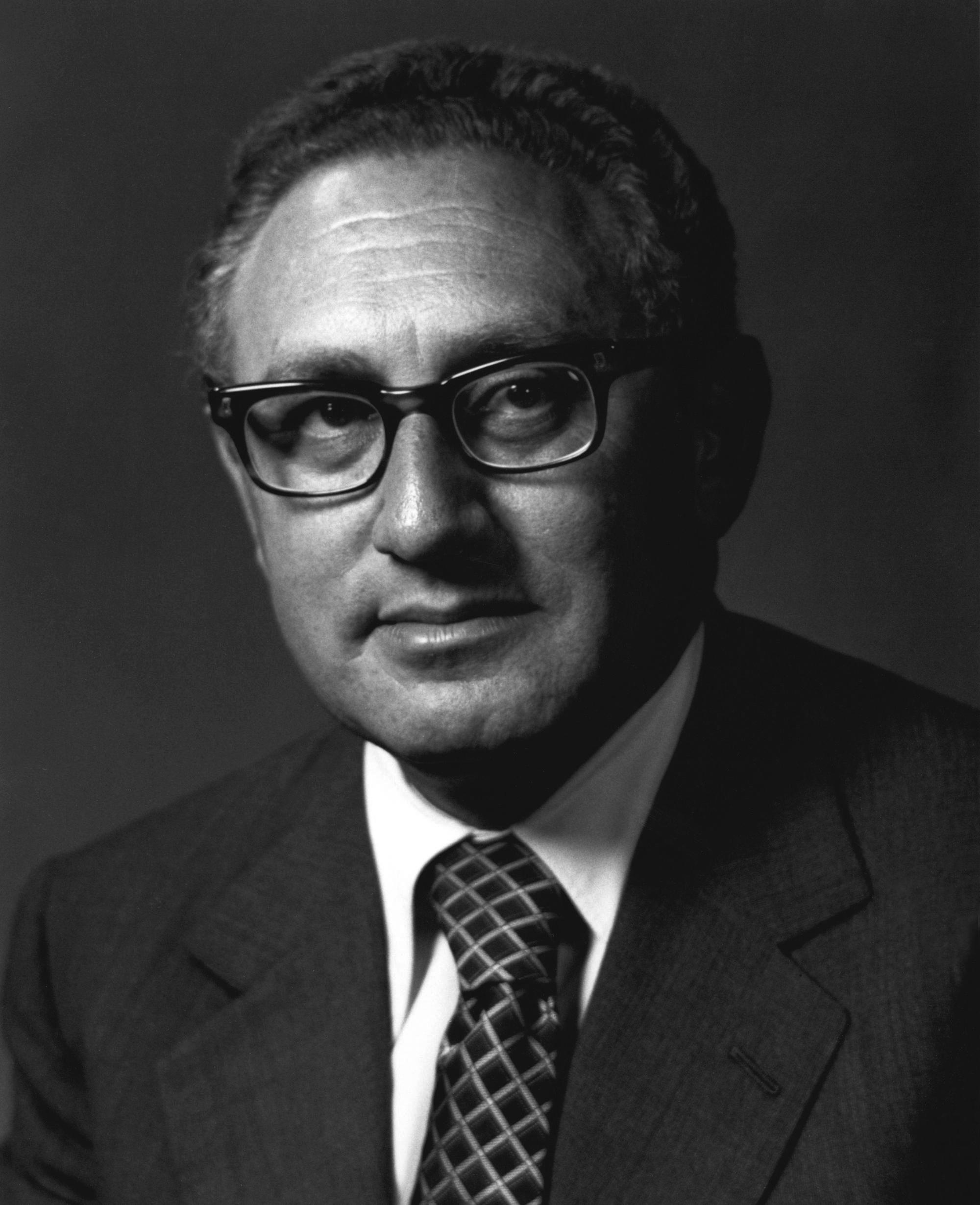
헨리 키신저

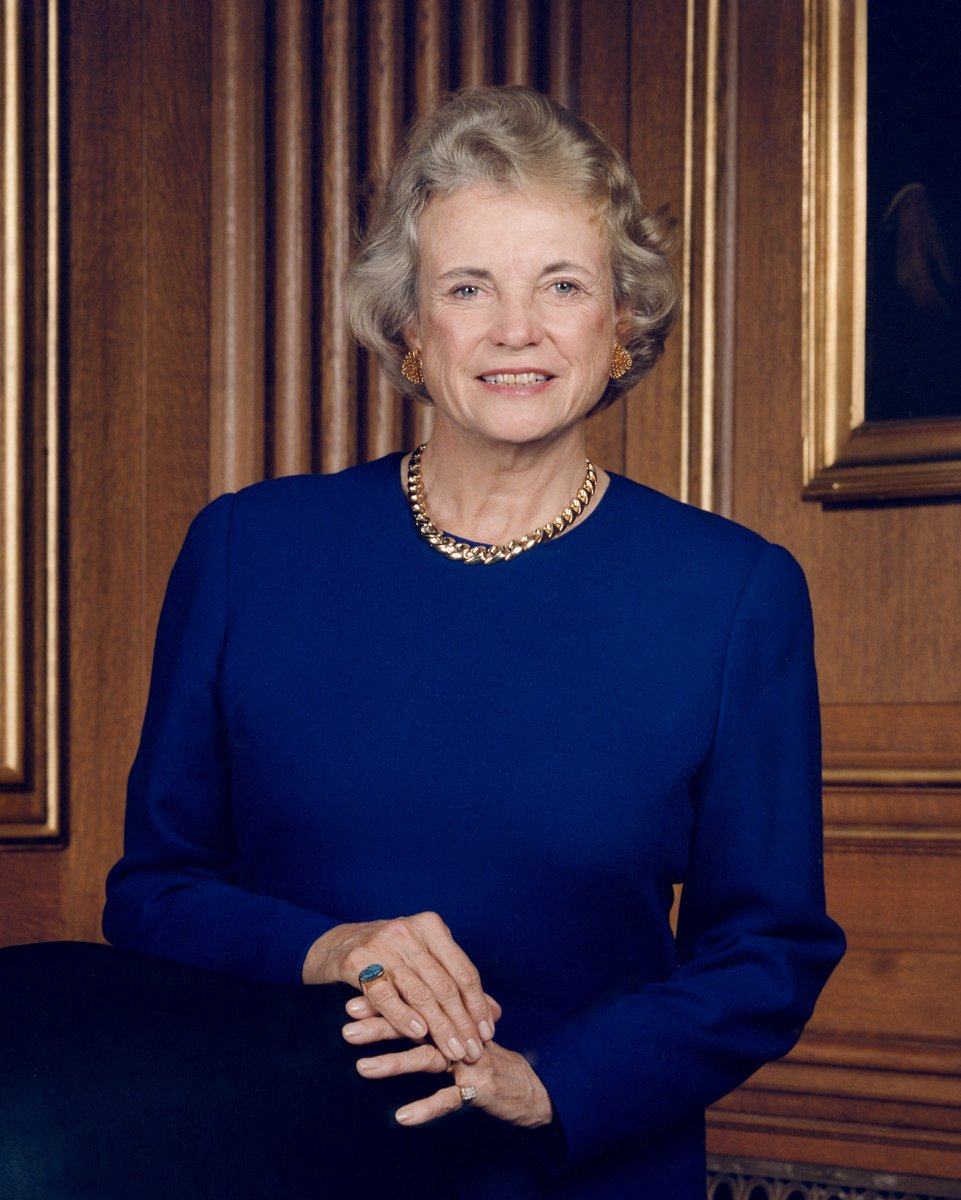
샌드라 데이 오코너

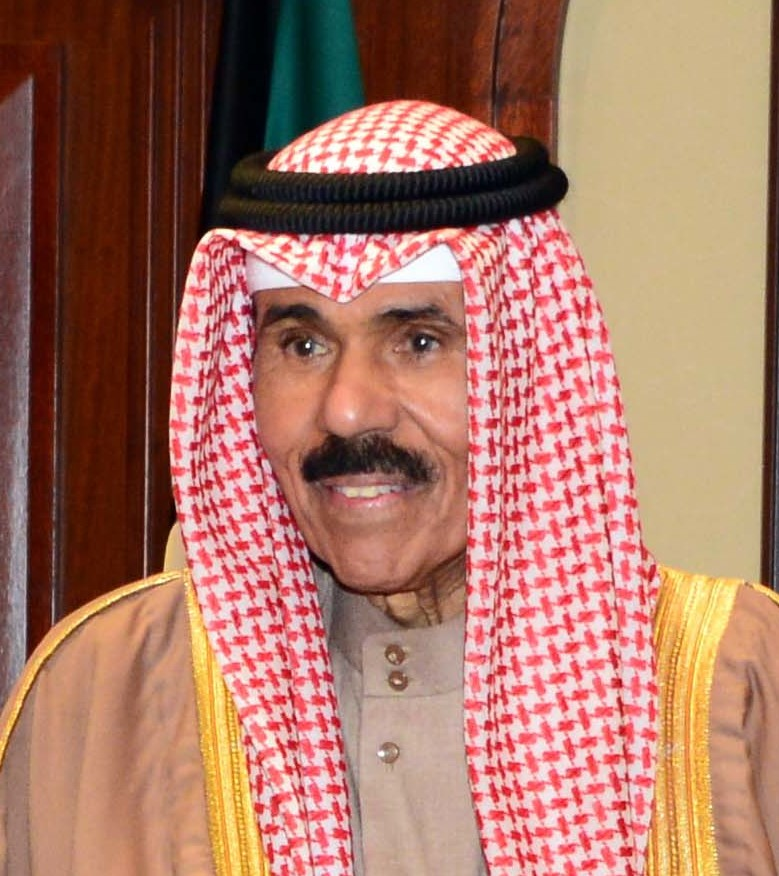
나와프 알아흐마드 알자베르 알사바

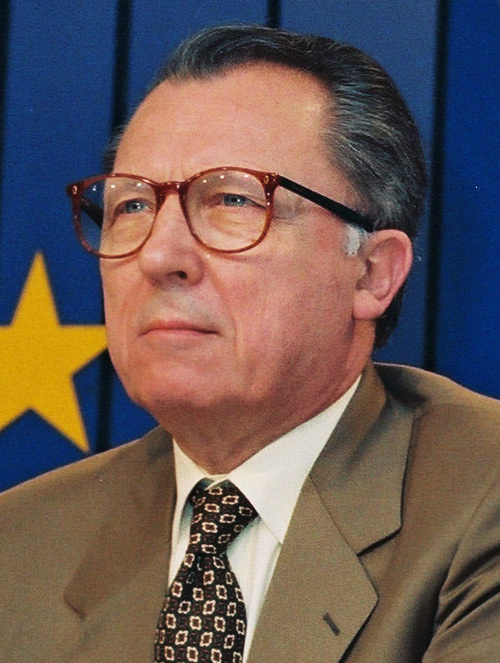
자크 들로르

### 1월
- 1월 1일 - 미국의 여성래퍼 갱스타 부.
- 1월 2일
  - 대한민국의 정치인 이학원.
  - 미국의 스턴트 배우 켄 블록.
  - 일본의 배우 노이리 토시키.
- 1월 4일
  - 영국의 축구전문 기업인 데이비드 골드.
  - 독일의 알파인스키선수 로지 미터마이어.
- 1월 5일
  - 대한민국의 법조인 김덕주.
  - 대한민국의 국악음악가 정은하.
  - 미국의 영화배우 얼 보엔.
  - 이탈리아의 축구선수 에르네스토 카스타노.
  - 미국의 경제학자 허버트 긴티스.
- 1월 6일 - 이탈리아의 축구 선수 잔루카 비알리.
- 1월 7일
  - 러시아의 수학자 유리 마닌.
  - 미국의 영화배우 애덤 리치.
  - 카메룬의 축구 선수 모데스트 음바미.
- 1월 9일
  - 대한민국의 정치인 고동주.
  - 대한민국의 정치인 김부영.
  - 미국의 영화배우 멀린다 딜런.
  - 헝가리의 축구선수 메사로시 페렌츠.
  - 일본의 수학자 사토 미키오.
- 1월 10일
  - 대한민국의 법조인 김승진.
  - 영국의 록 기타리스트 제프 벡.
  - 대한민국의 정치인 최수환.
  - 그리스의 마지막 국왕 콘스탄티노스 2세.
  - 오스트레일리아의 추기경 조지 펠.
- 1월 11일
  - 우즈베크 소비에트 사회주의 공화국의 정치인 라피크 니쇼노프.
  - 바시키르 공화국의 정치인 무르타자 라히모프.
  - 미국의 영화배우 캐롤 쿡.
  - 독일의 영화배우 타탸나 파티츠.
- 1월 12일
  - 잉글랜드의 작가 폴 존슨.
  - 미국의 가수 리사 마리 프레슬리.
- 1월 13일
  - 대한민국의 문학평론가 김재홍.
  - 잉글랜드의 영화배우 줄리언 샌즈.
- 1월 14일
  - 일본의 음악프로듀서 다카하시 유키히로.
  - 대한민국의 정치인 이규상.
  - 러시아의 영화배우 인나 추리코바.
- 1월 16일
  - 이탈리아의 영화배우 지나 롤로브리지다.
  - 소련과 리투아니아의 카누선수 블라다스 체슈나스.
- 1월 17일
  - 프랑스의 수녀 뤼실 랑동.
  - 루마니아의 영화배우 테오도르 코르반.
- 1월 18일
  - 우크라이나의 정치인, 내무부 장관 데니스 모나스티르스키.
  - 대한민국의 목사 이종윤.
  - 미국의 가수 데이비드 크로스비.
- 1월 19일
  - 대한민국의 정치인 김인규.
  - 대한민국의 영화배우 윤정희.
- 1월 21일
  - 대한민국의 야구선수, 야구감독 김영덕.
  - 대한민국의 영화배우 나철.
- 1월 22일 - 이란의 영화감독 호세인 샤하비.
- 1월 23일
  - 일본의 야구선수 가도타 히로미쓰.
  - 대한민국의 바둑기사 권갑용.
  - 과테말라의 제47대 대통령 알바로 콜롬.
- 1월 24일 - 대한민국의 정치인 천명수.
- 1월 25일 - 미국의 영화배우 신디 윌리엄스.
- 1월 26일 - 오스트레일리아의 인류학자 피오나 그레이엄.
- 1월 27일 - 영국의 영화배우 실비아 사임스.
- 1월 28일 - 이탈리아의 정치인 카를로 타베키오.
- 1월 29일
  - 미국의 영화배우 애니 워싱.
  - 미국의 화학자 윌 스테판.
  - 대한민국의 경제학자 허수열.
- 1월 31일
  - 대한민국의 농구 선수 김영희.
  - 대한민국의 법조인 김형기.

### 2월
- 2월 1일 - 대한민국의 정치인 한병수.
- 2월 2일
  - 일본의 정치인 요코미치 다카히로.
  - 그리스의 신학자 존 지지울라스.
- 2월 3일
  - 대한민국의 목사 임보라.
  - 스페인의 패션디자이너 파코 라반.
- 2월 4일
  - 대한민국의 의사 노관택.
  - 대한민국의 정치인 배상도.
  - 이집트의 제53대 총리 샤리프 이스마일.
- 2월 5일
  - 대한민국의 정치인 강성모.
  - 파키스탄의 제10대 대통령 페르베즈 무샤라프.
  - 중국계 중화민국의 승려 우처.
- 2월 6일
  - 가나의 축구선수 크리스천 아추.
  - 덴마크의 수영선수 그레타 안데르센.
- 2월 7일 - 독일의 축구선수 프리델 루츠.
- 2월 8일
  - 미국의 영화배우 코디 롱고.
  - 미국의 작곡가 버트 배커랙.
  - 크로아티아의 축구감독 미로슬라브 블라제비치.
  - 러시아의 정치인 이반 실라예프.
- 2월 9일
  - 스페인의 축구선수 마르코스 알론소 페냐.
  - 조선민주주의인민공화국의 정치인 오극렬.
- 2월 10일
  - 스페인의 영화감독 카를로스 사우라.
  - 일본의 야구선수 이리키 사토시.
  - 카자흐스탄의 정치인 세르게이 테레셴코.
- 2월 11일
  - 대한민국의 수필가 김병권.
  - 동독의 각료평의회 주석 한스 모드로.
- 2월 12일 - 대한민국의 시인 김규화.
- 2월 13일
  - 대한민국의 야구 선수 김태업.
  - 일본의 만화가 마쓰모토 레이지.
  - 파키스탄의 영화배우 지아 모헤딘.
- 2월 14일
  - 대한민국의 시인 오탁번.
  - 오스트리아의 작곡가 프리드리히 체르하.
- 2월 15일
  - 대한민국의 정치인 신치구.
  - 대한민국의 역사학자 한영우.
  - 미국의 생화학자 폴 버그.
  - 미국의 영화배우 라켈 웰치.
- 2월 16일 - 대한민국의 정치인 박종철.
- 2월 17일 - 미국의 영화배우 스텔라 스티븐스.
- 2월 18일
  - 대한민국의 공예가 유영기.
  - 미국의 영화배우 바바라 보슨.
  - 불가리아의 축구 선수 페터르 제코프.
- 2월 19일
  - 미국의 영화배우 리차드 벨저.
  - 미국의 영화배우 잔센 파네티어.
  - 미국의 육상 선수 그레그 포스터.
- 2월 21일
  - 오스트리아의 영화배우 나자 틸러.
  - 스페인의 축구 선수 아만시오 아마로.
  - 홍콩의 모델 애비 초이.
  - 대한민국의 법조인 허은도.
- 2월 23일 - 대한민국의 정치인 강석구.
- 2월 24일
  - 일본의 저널리스트 니시야마 다키치.
  - 대한민국의 정치인 배덕광.
- 2월 25일 - 캐나다의 영화감독 고든 핀센트.
- 2월 26일 - 미국의 육상 선수 밥 리처즈.
- 2월 27일
  - 대한민국의 정치인 김태웅.
  - 미국의 각본가 리코우 브로닝.
  - 중화인민공화국의 경제학자 리이닝.
- 2월 28일
  - 대한민국의 가수 송민도.
  - 이란의 작가 자바드 타바타바이.

### 3월
- 3월 1일
  - 미국의 영화배우 테드 도널드슨.
  - 오스트리아의 예술가 페터 바이벨.
  - 프랑스의 축구선수 쥐스트 퐁텐.
- 3월 2일 - 미국의 작곡가 웨인 쇼터.
- 3월 3일
  - 미국의 영화배우 톰 시즈모어.
  - 일본의 작가 오에 겐자부로.
- 3월 5일
  - 미국의 생물학자 프란시스코 아얄라.
  - 대한민국의 영화감독 이강현.
- 3월 6일 - 대한민국의 기업인 박영주.
- 3월 7일 - 미국의 다이빙선수 팻 매코믹.
- 3월 8일 - 프랑스의 가수 마르셀 아몽.
- 3월 9일
  - 미국의 영화배우 로버트 블레이크.
  - 일본의 대식가 스가와라 하쓰요.
- 3월 11일
  - 대한민국의 연극배우 권병길.
  - 대한민국의 정치인 이건영.
- 3월 12일
  - 대한민국의 음악가 김남윤.
  - 미국의 육상 선수 딕 포스버리.
- 3월 14일
  - 대한민국의 법조인 김용철.
  - 캐나다의 영화배우 루이제트 뒤소.
- 3월 15일 - 일본의 정치인 나카야마 다로.
- 3월 17일 - 미국의 영화배우 랜스 레딕.
- 3월 19일 - 대한민국의 야구 선수 권기홍.
- 3월 20일 - 오스트레일리아의 영화배우 테리 노리스.
- 3월 21일
  - 대한민국의 법조인 노재윤.
  - 일본의 모델 카타세 미즈키.
- 3월 24일
  - 미국의 기업인 고든 무어.
  - 대한민국의 정치인 윤식.
- 3월 26일
  - 독일의 추기경 카를요제프 라우버.
  - 이탈리아의 영화배우 이바노 마레스코티.
- 3월 28일
  - 대한민국의 법조인 백성길.
  - 일본의 음악가 사카모토 류이치.
- 3월 30일 - 벨기에의 영화배우 요한 레이선.

### 4월
- 4월 1일
  - 중화인민공화국의 정치인 뤄즈쥔.
  - 독일의 보드게임 개발자 클라우스 토이버.
- 4월 3일 - 대한민국의 러시아문학자 박형규.
- 4월 4일
  - 대한민국의 축구 선수 박경화.
  - 대한민국의 가수 현미.
- 4월 5일 - 이탈리아의 축구 선수 세르조 고리.
- 4월 6일 - 일본의 작가 도미오카 다에코.
- 4월 7일 - 미국의 변호사 벤 페렌츠.
- 4월 8일
  - 미국의 영화배우 마이클 러너.
  - 미국의 영화배우 엘리자베스 허버드.
- 4월 9일
  - 대한민국의 만화가 고유성.
  - 홍콩의 영화배우 오요한.
- 4월 11일
  - 대한민국의 무용가 김백봉.
  - 대한민국의 배우 정채율.
- 4월 13일 - 영국의 패션디자이너 메리 퀀트.
- 4월 16일 - 미국의 피아니스트 아마드 자말.
- 4월 17일 - 대한민국의 정치인 정동일.
- 4월 18일
  - 대한민국의 배우 이계영.
  - 미국의 목사 찰스 스텐리.
- 4월 19일 - 대한민국의 가수 문빈.
- 4월 20일
  - 대한민국의 희극인 서세원.
  - 스페인의 축구 선수 조세프 마리아 푸스테.
- 4월 21일 - 대한민국의 배우 조상건.
- 4월 22일 - 오스트레일리아의 희극배우 배리 험프리스.
- 4월 25일.
  - 미국의 가수 해리 벨라폰테.
  - 러시아의 육상 선수 베라 크레프키나.
- 4월 26일 - 미국의 정치인 제리 아포다카.
- 4월 27일
  - 이탈리아의 영화배우 조반니 롬바르도 라디체.
  - 미국의 영화배우 제리 스프링거.
- 4월 30일 - 미국의 육상 선수 랠프 보스턴.

### 5월
- 5월 1일 - 캐나다의 싱어송라이터 고든 라이트풋.
- 5월 2일
  - 인도의 사회활동가 아룬 마닐랄 간디.
  - 미국의 육상 선수 토리 보이.
- 5월 4일 - 대한민국의 정치인 정현복.
- 5월 5일
  - 프랑스의 작가 필리프 솔레르스.
  - 스페인의 축구선수 아르세니오 이글레시아스.
- 5월 6일
  - 독일의 피아니스트 메나헴 프레슬러.
  - 미국의 야구 선수 바이다 블루.
- 5월 9일 - 멕시코의 축구 선수 안토니오 카르바할.
- 5월 10일
  - 오스트레일리아의 싱어송라이터 롤프 해리스.
  - 대한민국의 배우 최정훈.
  - 캐나다의 과학철학자 이언 해킹.
- 5월 11일 - 일본의 야구 선수 나카니시 후토시.
- 5월 12일 - 대한민국의 가수 해수.
- 5월 14일
  - 미국의 포커 선수 도일 브런슨.
  - 스페인의 축구 선수 페란 올리베야.
  - 캐나다의 영화배우 서맨사 와인스틴.
  - 영국의 베이스연주자 존 기블린.
  - 오스트리아의 피아니스트 잉그리드 헤블러.
- 5월 15일 - 미국의 경제학자 로버트 루카스 주니어.
- 5월 17일 - 대한민국의 아나운서 이성민.
- 5월 18일
  - 오스트리아의 영화배우 헬무트 베르거.
  - 미국의 영화배우 짐 브라운.
- 5월 19일
  - 영국의 소설가 마틴 에이미스.
  - 대한민국의 법조인 정광진.
  - 미국의 목사 팀 켈러.
- 5월 21일 - 북아일랜드의 영화배우 레이 스티븐슨.
- 5월 24일
  - 미국의 영화배우 조지 마하리스.
  - 미국의 가수 티나 터너.
- 5월 26일 - 대한민국의 시인 김시철.
- 5월 28일
  - 대한민국의 영화배우 김석훈.
  - 미국의 천문학자 오언 깅거리치.
  - 대한민국의 소설가 최일남.
  - 독일의 바이러스학자 하랄트 추어 하우젠.
- 5월 29일
  - 대한민국의 교육자 문용린.
  - 오스트리아의 영화배우 페터 지모니셰크.
- 5월 30일
  - 소련의 군인 베라 푸티나.
  - 미국의 농구 선수 마르커스 힉스.
- 5월 31일 - 대한민국의 신학자 유광웅.

### 6월
- 6월 1일
  - 대한민국의 법조인 민병수.
  - 독일의 영화배우 마르기트 카르스텐센.
- 6월 2일 - 핀란드의 작곡가 카이야 사리아호.
- 6월 3일 - 미국의 육상 선수 짐 하인스.
- 6월 4일 - 미국의 음악가 조지 윈스턴.
- 6월 5일 - 브라질의 가수 아스트루드 지우베르투.
- 6월 6일
  - 미국의 영화배우 노린 내쉬.
  - 영국의 육상 선수 마이크 맥팔레인.
  - 미국의 영화배우 팻 쿠퍼.
- 6월 7일 - 이란의 프로레슬링 선수 아이언 쉬크.
- 6월 8일
  - 대한민국의 정치인 강병수.
  - 미국의 전도사 팻 로버트슨.
- 6월 9일
  - 대한민국의 한의사 안영기.
  - 프랑스의 사회학자 알랭 투렌.
- 6월 10일
  - 대한민국의 문화예술인 박제천.
  - 미국의 수학자 시어도어 카진스키.
- 6월 11일
  - 대한민국의 뮤지컬배우 박수련.
  - 일본의 정치인 아오키 미키오.
- 6월 12일
  - 미국의 육상 선수 하비 글랜스.
  - 이탈리아의 정치인 실비오 베를루스코니.
  - 일본의 야구선수 스기시타 시게루.
  - 미국의 영화배우 트리트 윌리엄스.
- 6월 13일 - 미국의 소설가 코맥 매카시.
- 6월 15일 - 잉글랜드의 영화배우 글렌다 잭슨.
- 6월 16일
  - 일본의 야구 선수 기타벳푸 마나부.
  - 미국의 경제학자 대니얼 엘즈버그.
  - 대한민국의 의사 주석중.
- 6월 18일
  - 파키스탄의 자선가 샤자다 다우드.
  - 대한민국의 레이싱 모델 임지혜.
  - 미국의 기업인 스톡턴 러시.
  - 잉글랜드의 억만장자 해미시 하딩.
- 6월 19일
  - 대한민국의 영화감독 이원세.
  - 대한민국의 세무공무원 이주성.
- 6월 20일 - 대한민국의 성악가 최성봉.
- 6월 22일
  - 미국의 경제학자 해리 마코위츠.
  - 독일의 클라리넷연주자 페터 브뢰츠만.
- 6월 23일
  - 대한민국의 역사학자 강만길.
  - 미국의 영화배우 마지아 딘.
  - 대한민국의 기자 이연제.
  - 대한민국의 정치인 최명헌.
  - 미국의 영화배우 프레더릭 포러스트.
- 6월 24일
  - 미국의 육상 선수 딘 스미스.
  - 홍콩의 법조인 양톄량.
- 6월 25일 - 미국의 물리학자 존 B. 구디너프.
- 6월 26일
  - 대한민국의 정치인 김미정.
  - 영국의 영화배우 니콜라스 코스터.
  - 대한민국의 기업인 안유수.
- 6월 27일
  - 스위스의 작가 파스칼 메르시어.
  - 대한민국의 정치인 윤석민.
- 6월 29일 - 미국의 영화배우 앨런 아킨.
- 6월 30일
  - 오스트레일리아의 영화배우 주디 파.
  - 이란의 영화배우 파리마 파르자미.

### 7월
- 7월 1일
  - 프랑스의 축구 선수, 축구 감독 크리스티앙 달제.
  - 대한민국의 배우 박규채.
  - 대한민국의 소설가 안정효.
- 7월 2일
  - 대한민국의 화가 조용익.
  - 대한민국의 정치인 최봉홍.
- 7월 5일 - 중국계 미국인 가수 코코 리.
- 7월 6일
  - 대한민국의 희극인 이지수.
  - 이탈리아의 정치인 아르날도 포를라니.
  - 미국의 피아니스트 피터 네로.
- 7월 8일 - 대한민국의 기업인 차수웅.
- 7월 9일
  - 스페인의 축구감독 루이스 수아레스 미라몬테스.
  - 대한민국의 성우 유명옥.
- 7월 11일
  - 체코의 소설가 밀란 쿤데라.
  - 독일의 중국학자 리하르트 폰 시라흐.
- 7월 14일 - 대한민국의 교육자 김민하.
- 7월 15일
  - 대한민국의 소설가 고사명.
  - 대한민국의 법조인 안상훈.
- 7월 16일
  - 미국의 해커 케빈 미트닉.
  - 영국의 싱어송라이터 제인 버킨.
  - 미국의 철학자 해리 프랑크푸르트.
- 7월 19일
  - 헝가리의 영화배우 벌라조비치 러요시.
  - 대한민국의 가수 청림.
- 7월 20일 - 리투아니아의 육상선수 레미기유스 발리울리스.
- 7월 21일
  - 프랑스의 영화배우 쥘리에트 마이니엘.
  - 미국의 가수 토니 베넷.
  - 태국의 작곡가 촌라티 탄텅.
- 7월 23일 - 미국의 영화배우 잉가 스웬슨.
- 7월 24일
  - 일본의 소설가 모리무라 세이이치.
  - 영국의 언론인 조지 알라기아.
  - 미국의 물리학자 찰스 W. 미스너.
- 7월 26일
  - 미국의 싱어송라이터 랜디 마이즈너.
  - 대한민국의 역사학자 유영익.
  - 아일랜드의 싱어송라이터 시네이드 오코너.
- 7월 27일 - 대한민국의 아나운서 서기원.
- 7월 28일 - 독일의 극작가 마르틴 발저.
- 7월 29일 - 대한민국의 정치인 장광근.
- 7월 30일
  - 대한민국의 국악인 이지현.
  - 미국의 영화배우 폴 루번스.

### 8월
- 8월 1일
  - 대한민국의 소설가 강기희.
  - 코트디부아르의 제2대 대통령 앙리 코낭 베디에.
- 8월 2일 - 대한민국의 영화배우 지건우.
- 8월 3일
  - 대한민국의 정치인 문동신.
  - 미국의 영화배우 마크 마골리스.
  - 대한민국의 목회자 오상진.
- 8월 4일 - 칠레의 예술가 루이스 알라르콘.
- 8월 5일 - 일본의 만화가 사노 나미.
- 8월 7일
  - 브라질의 영화배우 아라시 발라바냔.
  - 미국의 영화감독 윌리엄 프리드킨.
- 8월 8일 - 미국의 싱어송라이터 식스토 로드리게스.
- 8월 9일
  - 캐나다의 싱어송라이터 로비 로버트슨.
  - 에콰도르의 정치인 페르난도 비야비센시오.
  - 에스토니아의 영화배우 이타 에베르.
- 8월 10일 - 이탈리아의 작가 미켈라 무르자.
- 8월 12일
  - 대한민국의 배우 이경표.
  - 대한민국의 성우 황원.
- 8월 15일
  - 브라질의 영화배우 레아 가르시아.
  - 대한민국의 경제학자 윤기중.
- 8월 16일
  - 이탈리아의 성악가 레나타 스코토.
  - 러시아의 군인 겐나디 짓코.
- 8월 18일 - 덴마크의 작가 요른 릴.
- 8월 19일
  - 대한민국의 가수 명국환.
  - 미국의 컴퓨터과학자 존 워녹.
  - 미국의 영화배우 론 시퍼스 존스.
  - 일본의 애니메이션 미술감독 야마모토 니조.
  - 소련의 영화감독 이고리 야술로비치.
- 8월 22일
  - 인도의 수학자 칼리암푸디 라다크리슈나 라오.
  - 대한민국의 정치인 박상우.
  - 미국의 육상선수 톰 코트니.
  - 이탈리아의 싱어송라이터, 음악가 토토 쿠투뇨.
- 8월 23일
  - 러시아의 군인 드미트리 웃킨.
  - 미국의 프로레슬링선수 테리 펑크.
  - 러시아의 기업인 예브게니 프리고진.
- 8월 24일
  - 대한민국의 정치인 국승록.
  - 미국의 프로레슬링선수 브레이 와이엇.
  - 영국의 기타리스트 버니 마즈든.
  - 미국의 배우 알린 소킨.
- 8월 26일
  - 대한민국의 기업인 김석원.
  - 미국의 방송인 밥 바커.
- 8월 28일 - 대한민국의 가수 임종임.
- 8월 30일 - 이집트의 기업인 모하메드 알파예드.
- 8월 31일
  - 미국의 영화배우 게일 허니컷.
  - 대한민국의 정치인 권문용.

### 9월
- 9월 1일
  - 일본의 정치인 나카무라 쇼자부로.
  - 미국의 정치인 빌 리처드슨.
  - 미국의 싱어송라이터 지미 버핏.
- 9월 4일 - 미국의 약리학자 페리드 머래드.
- 9월 6일
  - 대한민국의 정치인 김노식.
  - 대한민국의 정치인 정시채.
- 9월 7일
  - 대한민국의 화가 김형근.
  - 영국의 영화배우 존 케어니.
- 9월 10일
  - 영국의 과학자 이언 윌머트.
  - 대한민국의 바둑기사 홍태선.
- 9월 11일
  - 대한민국의 군인 이상훈.
  - 대한민국의 국문학자 홍일식.
- 9월 12일 - 대한민국의 가수 곽순옥.
- 9월 13일
  - 몰도바의 제2대 대통령 미르체아 스네구르.
  - 대한민국의 정치인 이상희.
  - 대한민국의 기업인 이종환.
  - 대한민국의 정치인 최명관.
- 9월 15일
  - 조선민주주의인민공화국의 정치인 김일철.
  - 미국의 영화배우 빌리 밀러.
  - 콜롬비아의 조각가 페르난도 보테로.
- 9월 18일
  - 대한민국의 배우 노영국.
  - 대한민국의 배우 변희봉.
- 9월 19일
  - 대한민국의 정치인 서봉균
  - 이탈리아의 철학자 잔니 바티모.
- 9월 20일
  - 네덜란드의 사진작가 어윈 올라프.
  - 대한민국의 정치인 장윤순.
  - 대한민국의 야구 선수 정현발.
  - 동독의 육상 선수 루트 푸흐스.
- 9월 21일 - 미국의 체스 선수 제러미 실먼.
- 9월 22일
  - 이탈리아의 제11대 대통령 조르조 나폴리타노.
  - 이탈리아의 축구 선수 조반니 로데티.
- 9월 25일
  - 영국의 영화배우 데이비드 매컬럼.
  - 이탈리아의 수학자 에우제니오 칼라비.
- 9월 26일 - 미국의 야구 선수 브룩스 로빈슨.
- 9월 28일
  - 아일랜드의 영화배우 마이클 갬본.
  - 인도의 생물학자 M. S. 스와미나탄.
- 9월 29일
  - 대한민국의 정치인 박무성.
  - 미국의 정치인 다이앤 파인스타인.
- 9월 30일
  - 조선민주주의인민공화국의 외교관 김영일.
  - 미국의 피아니스트 러셀 셔먼.

### 10월
- 10월 1일
  - 대한민국의 교수 김명기.
  - 미국의 야구 선수 팀 웨이크필드.
  - 슬로바키아의 소프라노 파트리치아 야네치코바.
- 10월 3일
  - 대한민국의 기업인 강신호.
  - 대한민국의 기업인 김만수.
- 10월 5일 - 미국의 영화배우 딕 버트커스.
- 10월 6일 - 이란의 영화배우 아틸라 페시아니.
- 10월 7일
  - 대한민국의 정치인 노인환.
  - 대한민국의 축구감독 박종환.
- 10월 8일
  - 헝가리의 제3대 대통령 쇼욤 라슬로.
  - 일본의 가수 타니무라 신지.
  - 미국의 영화배우 버트 영.
- 10월 9일 - 미국의 사업가 척 피니.
- 10월 10일
  - 대한민국의 시인 김남조.
  - 일본의 야구 선수 나카 도시오.
  - 미국의 영화배우 마크 고다드.
  - 대한민국의 기업인 이내흔.
- 10월 11일 - 미국의 영화배우 필리스 코츠.
- 10월 12일
  - 콜롬비아의 연쇄살인범 루이스 가라비토.
  - 대한민국의 기자 김용호.
  - 미국의 영화배우 라라 파커.
  - 대한민국의 정치인 장영철.
  - 대한민국의 만화가 정운경.
- 10월 13일
  - 미국의 시인 루이즈 글릭.
  - 대한민국의 공무원 허준영.
- 10월 14일
  - 미국의 영화배우 파이퍼 로리.
  - 대한민국의 미술가 박서보.
- 10월 15일
  - 미국의 영화배우 수잔 소머스.
  - 미국의 영화배우 조안나 멀린.
- 10월 16일
  - 대한민국의 경제학자 백영훈.
  - 대한민국의 시인 성기조.
  - 핀란드의 제10대 대통령 마르티 아티사리.
- 10월 20일 - 대한민국의 정치인 장종하.
- 10월 21일
  - 대한민국의 정치인 강현중.
  - 대한민국의 정치인 김영도.
  - 영국의 축구 선수 보비 찰턴.
- 10월 23일 - 영국의 프로듀서 빌 켄라이트.
- 10월 24일 - 미국의 영화배우 리처드 라운트리.
- 10월 25일 - 대한민국의 기업인 최원석.
- 10월 26일 - 미국의 영화배우 리처드 몰.
- 10월 27일
  - 대한민국의 정치인 권희필.
  - 중화인민공화국의 정치인 리커창.
- 10월 28일 - 미국의 영화배우 매슈 페리.
- 10월 29일
  - 일본의 베이시스트 HEATH.
  - 대한민국의 정치인 고규창
  - 일본의 역사학자 나카쓰카 아키라.
- 10월 30일 - 대한민국의 방송인 김태민.
- 10월 31일
  - 독일의 영화배우 엘마어 베퍼.
  - 일본의 정치인 야마모토 고이치.
  - 대한민국의 정치인 오광협.

### 11월
- 11월 1일 - 대한민국의 정치학자 이인수.
- 11월 2일
  - 대한민국의 정치인 신구범.
  - 대한민국의 가수 홍민.
- 11월 4일 - 대한민국의 승려 성열.
- 11월 5일
  - 대한민국의 의사 박상은.
  - 미국의 과학역사가 존 헤일브론.
- 11월 6일
  - 대한민국의 가수 찰리 박.
  - 안도라의 제6대 총리 안토니 마르티.
- 11월 7일
  - 대한민국의 정치인 가기산.
  - 모리셔스의 정치인 데브 비라흐사우미.
  - 미국의 우주비행사 프랭크 보먼.
- 11월 8일
  - 대한민국의 가수 나히.
  - 대한민국의 정치인 최희욱.
- 11월 10일
  - 대한민국의 정치인 박환희.
  - 그리스의 영화배우 스피로스 포카스.
  - 일본의 정치인 호소다 히로유키.
- 11월 12일 - 체코의 아이스하키 선수 로만 체흐마네크.
- 11월 15일 - 일본의 작가 이케다 다이사쿠.
- 11월 16일
  - 북마케도니아의 영화배우 메토 요바노프스키.
  - 영국의 소설가 A. S. 바이엇.
  - 대한민국의 배우 전수환.
- 11월 18일 - 네덜란드의 축구선수 뤼트 헤일스.
- 11월 19일
  - 대한민국의 영화배우 박동룡.
  - 잉글랜드의 영화배우 조스 애클랜드.
  - 미국의 제39대 영부인 로절린 카터.
- 11월 22일 - 프랑스의 역사학자 에마뉘엘 르 루아 라뒤리.
- 11월 25일 - 잉글랜드의 축구감독 테리 베너블스.
- 11월 26일 - 대한민국의 정치인 최낙정.
- 11월 27일
  - 이란의 영화배우 파르바네 마수미.
  - 미국의 영화배우 프랜시스 스턴헤이건.
- 11월 28일
  - 대한민국의 배우 박경득.
  - 미국의 기업인 찰리 멍거.
- 11월 29일
  - 대한민국의 제32·33대 총무원장 자승.
  - 미국의 제56대 국무장관 헨리 키신저.
- 11월 30일 - 영국의 정치인 앨리스터 달링.

### 12월
- 12월 1일 - 미국의 법조인 샌드라 데이 오코너.
- 12월 2일 - 스페인의 영화배우 콘차 벨라스코.
- 12월 3일
  - 대한민국의 영화감독 김수용.
  - 대한민국의 출판인 윤형두.
- 12월 4일 - 대한민국의 영문학자 김종건.
- 12월 5일
  - 영국의 음악가 데니 레인.
  - 대한민국의 정치인 최용득.
- 12월 6일
  - 미국의 영화배우 엘렌 홀리.
  - 이탈리아의 영화배우 마리사 파반.
- 12월 7일 - 대한민국의 교육인 이상주.
- 12월 8일 - 미국의 영화배우 라이언 오닐.
- 12월 10일 - 대한민국의 정치인 류승번
- 12월 11일
  - 미국의 영화배우 앤드리 브라우어.
  - 홍콩의 영화배우 저우하이메이.
  - 미국의 영화배우 캄덴 토이.
- 12월 12일
  - 그리스의 축구감독 코스타스 네스토리디스.
  - 뉴질랜드의 역사학자 존 그레빌 에이가드 포칵.
- 12월 13일 - 이탈리아의 축구선수 안토니오 율리아노.
- 12월 15일 - 프랑스의 영화배우 기 마르샹.
- 12월 16일
  - 이탈리아의 정치철학자 안토니오 네그리.
  - 오스트레일리아의 음악가 콜린 버지스.
  - 일본의 영화배우 사츠마 켄파치로.
  - 쿠웨이트의 제6대 국왕 나와프 알아흐마드 알자베르 알사바.
- 12월 17일
  - 미국의 영화배우 제임스 매캐프리.
  - 조지아의 영화감독 오타르 이오셀리아니.
- 12월 18일 - 일본의 대학교수 서경식.
- 12월 19일 - 폴란드의 권투선수 야누시 고르타트.
- 12월 20일 - 캐나다의 사상사학자 제임스 K. 맥코니카.
- 12월 21일 - 미국의 경제학자 로버트 솔로.
- 12월 22일 - 인도의 영화배우 사지드 칸.
- 12월 24일 - 미국의 영화배우 카마 드 로스 리예스.
- 12월 26일
  - 독일의 정치인 볼프강 쇼이블레.
  - 대한민국의 정치인 안의종.
- 12월 27일
  - 프랑스의 축구선수 프랑수아 브라시.
  - 프랑스의 정치인 자크 들로르.
  - 대한민국의 배우 이선균.
- 12월 29일
  - 미국의 영화배우 모리스 하인즈.
  - 뉴질랜드의 제17대 총독 마이클 하디 보이스.
- 12월 30일
  - 일본의 가수 야시로 아키.
  - 잉글랜드의 영화배우 톰 윌킨슨.
- 12월 31일
  - 멕시코의 영화배우 아나 오펠리아 무르기아.
  - 미국의 영화배우 셔키 그린.
  - 대한민국의 목사 이재록.

## 노벨상
- 경제학상: 클로디아 골딘
- 문학상: 욘 포세
- 물리학상: 피에르 아고스티니/페렌츠 크라우스/안 륄리에
- 생리의학상: 드루 와이스먼/커털린 커리코
- 평화상: 나르게스 모하마디
- 화학상: 루이스 브러스/뭉기 바웬디/알렉세이 에키모프

## 달력
| 1월 |    |    |    |    |    |    |
| 일  | 월 | 화 | 수 | 목 | 금 | 토 |
| 1   | 2  | 3  | 4  | 5  | 6  | 7  |
| 8   | 9  | 10 | 11 | 12 | 13 | 14 |
| 15  | 16 | 17 | 18 | 19 | 20 | 21 |
| 22  | 23 | 24 | 25 | 26 | 27 | 28 |
| 29  | 30 | 31 |    |    |    |    |

| 2월 |    |    |    |    |    |    |
| 일  | 월 | 화 | 수 | 목 | 금 | 토 |
|     |    |    | 1  | 2  | 3  | 4  |
| 5   | 6  | 7  | 8  | 9  | 10 | 11 |
| 12  | 13 | 14 | 15 | 16 | 17 | 18 |
| 19  | 20 | 21 | 22 | 23 | 24 | 25 |
| 26  | 27 | 28 |    |    |    |    |

| 3월 |    |    |    |    |    |    |
| 일  | 월 | 화 | 수 | 목 | 금 | 토 |
|     |    |    | 1  | 2  | 3  | 4  |
| 5   | 6  | 7  | 8  | 9  | 10 | 11 |
| 12  | 13 | 14 | 15 | 16 | 17 | 18 |
| 19  | 20 | 21 | 22 | 23 | 24 | 25 |
| 26  | 27 | 28 | 29 | 30 | 31 |    |

| 4월 |    |    |    |    |    |    |
| 일  | 월 | 화 | 수 | 목 | 금 | 토 |
|     |    |    |    |    |    | 1  |
| 2   | 3  | 4  | 5  | 6  | 7  | 8  |
| 9   | 10 | 11 | 12 | 13 | 14 | 15 |
| 16  | 17 | 18 | 19 | 20 | 21 | 22 |
| 23  | 24 | 25 | 26 | 27 | 28 | 29 |
| 30  |    |    |    |    |    |    |

| 5월 |    |    |    |    |    |    |
| 일  | 월 | 화 | 수 | 목 | 금 | 토 |
|     | 1  | 2  | 3  | 4  | 5  | 6  |
| 7   | 8  | 9  | 10 | 11 | 12 | 13 |
| 14  | 15 | 16 | 17 | 18 | 19 | 20 |
| 21  | 22 | 23 | 24 | 25 | 26 | 27 |
| 28  | 29 | 30 | 31 |    |    |    |

| 6월 |    |    |    |    |    |    |
| 일  | 월 | 화 | 수 | 목 | 금 | 토 |
|     |    |    |    | 1  | 2  | 3  |
| 4   | 5  | 6  | 7  | 8  | 9  | 10 |
| 11  | 12 | 13 | 14 | 15 | 16 | 17 |
| 18  | 19 | 20 | 21 | 22 | 23 | 24 |
| 25  | 26 | 27 | 28 | 29 | 30 |    |

| 7월 |    |    |    |    |    |    |
| 일  | 월 | 화 | 수 | 목 | 금 | 토 |
|     |    |    |    |    |    | 1  |
| 2   | 3  | 4  | 5  | 6  | 7  | 8  |
| 9   | 10 | 11 | 12 | 13 | 14 | 15 |
| 16  | 17 | 18 | 19 | 20 | 21 | 22 |
| 23  | 24 | 25 | 26 | 27 | 28 | 29 |
| 30  | 31 |    |    |    |    |    |

| 8월 |    |    |    |    |    |    |
| 일  | 월 | 화 | 수 | 목 | 금 | 토 |
|     |    | 1  | 2  | 3  | 4  | 5  |
| 6   | 7  | 8  | 9  | 10 | 11 | 12 |
| 13  | 14 | 15 | 16 | 17 | 18 | 19 |
| 20  | 21 | 22 | 23 | 24 | 25 | 26 |
| 27  | 28 | 29 | 30 | 31 |    |    |

| 9월 |    |    |    |    |    |    |
| 일  | 월 | 화 | 수 | 목 | 금 | 토 |
|     |    |    |    |    | 1  | 2  |
| 3   | 4  | 5  | 6  | 7  | 8  | 9  |
| 10  | 11 | 12 | 13 | 14 | 15 | 16 |
| 17  | 18 | 19 | 20 | 21 | 22 | 23 |
| 24  | 25 | 26 | 27 | 28 | 29 | 30 |

| 10월 |    |    |    |    |    |    |
| 일   | 월 | 화 | 수 | 목 | 금 | 토 |
| 1    | 2  | 3  | 4  | 5  | 6  | 7  |
| 8    | 9  | 10 | 11 | 12 | 13 | 14 |
| 15   | 16 | 17 | 18 | 19 | 20 | 21 |
| 22   | 23 | 24 | 25 | 26 | 27 | 28 |
| 29   | 30 | 31 |    |    |    |    |

| 11월 |    |    |    |    |    |    |
| 일   | 월 | 화 | 수 | 목 | 금 | 토 |
|      |    |    | 1  | 2  | 3  | 4  |
| 5    | 6  | 7  | 8  | 9  | 10 | 11 |
| 12   | 13 | 14 | 15 | 16 | 17 | 18 |
| 19   | 20 | 21 | 22 | 23 | 24 | 25 |
| 26   | 27 | 28 | 29 | 30 |    |    |

| 12월 |    |    |    |    |    |    |
| 일   | 월 | 화 | 수 | 목 | 금 | 토 |
|      |    |    |    |    | 1  | 2  |
| 3    | 4  | 5  | 6  | 7  | 8  | 9  |
| 10   | 11 | 12 | 13 | 14 | 15 | 16 |
| 17   | 18 | 19 | 20 | 21 | 22 | 23 |
| 24   | 25 | 26 | 27 | 28 | 29 | 30 |
| 31   |    |    |    |    |    |    |

### 음양력 대조 일람
| 음력월 | 월건 | 대소 | 음력 1일의 양력 월일 | 음력 1일 간지 |
| ------ | ---- | ---- | -------------------- | ------------- |
| 1월    | 갑인 | 소   | 1월 22일             | 경진          |
| 2월    | 을묘 | 대   | 2월 20일             | 기유          |
| 윤2월  |      | 소   | 3월 22일             | 기묘          |
| 3월    | 병진 | 대   | 4월 20일             | 무신          |
| 4월    | 정사 | 소   | 5월 20일             | 무인          |
| 5월    | 무오 | 대   | 6월 18일             | 정미          |
| 6월    | 기미 | 소   | 7월 18일             | 정축          |
| 7월    | 경신 | 대   | 8월 16일             | 병오          |
| 8월    | 신유 | 대   | 9월 15일             | 병자          |
| 9월    | 임술 | 소   | 10월 15일            | 병오          |
| 10월   | 계해 | 대   | 11월 13일            | 을해          |
| 11월   | 갑자 | 소   | 12월 13일            | 을사          |
| 12월   | 을축 | 대   | 2024년 1월 11일      | 갑술          |

### 연휴
- 1월 21일 (토) ~ 1월 24일 (화) - 설날 연휴 (4일)
- 5월 5일 (금) ~ 5월 7일 (일) - 어린이날 연휴 (3일)
- 5월 27일 (토) ~ 5월 29일 (월) - 부처님 오신 날 연휴 (3일)
- 6월 3일 (토) ~ 6월 6일 (화) - 현충일 징검다리 연휴 (4일)
- 8월 12일 (토) ~ 8월 15일 (화) - 광복절 징검다리 연휴 (4일)
- 9월 28일 (목) ~ 10월 3일 (화) - 추석·개천절 연휴 (6일)
- 10월 7일 (토) ~ 10월 9일 (월) - 한글날 연휴 (3일)
- 12월 23일 (토) ~ 12월 25일 (월) - 크리스마스 연휴 (3일)
- 12월 30일 (토) ~ 2024년 1월 1일 (월) - 새해 첫날 연휴 (3일)